# Énergie au Royaume-Uni
Le secteur de l'énergie au Royaume-Uni est historiquement marqué par ses mines de charbon, puis par son exploitation du pétrole et du gaz naturel offshore en mer du Nord. Mais ces ressources sont en voie d'épuisement : en 2023, sa production ne couvre sa consommation qu'à hauteur de 54 % pour le gaz naturel, 52 % pour le pétrole et 6 % pour le charbon, si bien que le pays est devenu l'un des plus gros importateurs de gaz naturel (10e rang mondial en 2022).
L'énergie nucléaire joue un rôle significatif ; le pays se classe en 2023 au 11e rang des producteurs d'électricité nucléaire. Cette production déclinante est en voie de relance avec en particulier la construction de réacteurs EPR en cours à la centrale nucléaire de Hinkley Point et en projet à la centrale nucléaire de Sizewell, ainsi que des projets de petits réacteurs modulaires (PRM ou SMR).
Enfin, le Royaume-Uni développe une importante politique d'incitation aux énergies renouvelables, en particulier aux éoliennes (6e rang mondial en 2023), à la biomasse (7e rang mondial en 2022) et au solaire photovoltaïque (17e rang mondial en 2023).
Au total, la production nationale d'énergie primaire, constituée à 69 % de combustibles fossiles, 11,3 % de nucléaire et 19,6 % d'énergies renouvelables, couvre 63,7 % des besoins du pays en 2023.
La consommation d'énergie primaire par habitant est assez modeste pour un pays développé, supérieure de 15 % à la moyenne mondiale, mais inférieure de 31 % à celle de la France et de 26 % à celle de l'Allemagne en 2023.
Elle se répartit en 2023 entre les combustibles fossiles, largement prédominants avec 75,5 % (charbon 3,0 %, pétrole 35,3 %, gaz naturel 37,2 %), mais en net recul (90,7 % en 1990), le nucléaire : 7,2 % et les énergies renouvelables : 15,9 % (biomasse-déchets 9,9 %, éolien et solaire 5,6 %, hydraulique 0,3 %).
L'électricité couvre seulement 23,4 % de la consommation finale d'énergie en 2024. La production d'électricité est longtemps restée dominée par les combustibles fossiles, mais cette domination recule rapidement, de 76,2 % en 2010 à 31,8 % en 2024 (dont 30,4 % de gaz naturel), grâce au développement très soutenu des énergies renouvelables : 50,4 % en 2024 (dont éolien : 29,2 %, biomasse+déchets : 14,1 %, solaire : 5,0 %, hydraulique : 2,0 %) contre 6,9 % en 2010 ; le charbon tombe à 0,7 % ; la part du nucléaire est de 14,2 % ; le taux de décarbonation de la production d'électricité atteint 64,7 %.
Les émissions de CO2 par habitant liées à l'énergie étaient en 2023 de 4,26 tonnes, niveau légèrement inférieur à la moyenne mondiale, supérieur de 11 % à celui de la France, mais inférieur de 16 % à celui de l'Union européenne et de 33 % à celui de l'Allemagne. Elles ont baissé de 56 % de 1990 à 2023 contre 39 % en moyenne dans l'Union européenne.

## Vue d'ensemble
| Principaux indicateurs de l'énergie au Royaume-Uni                                                                                                | Principaux indicateurs de l'énergie au Royaume-Uni | Principaux indicateurs de l'énergie au Royaume-Uni | Principaux indicateurs de l'énergie au Royaume-Uni | Principaux indicateurs de l'énergie au Royaume-Uni | Principaux indicateurs de l'énergie au Royaume-Uni | Principaux indicateurs de l'énergie au Royaume-Uni |
| --- | -------------------------------------------------- | -------------------------------------------------- | -------------------------------------------------- | -------------------------------------------------- | -------------------------------------------------- | -------------------------------------------------- |
| | Population                                         | Consom. énergie primaire                           | Production                                         | Importation nette                                  | Consom. élect.*                                    | Émissions GHG**                                    |
| Année | Million                                            | PJ                                                 | PJ                                                 | PJ                                                 | TWh                                                | Mt CO2éq                                           |
| 1990 | 57,37                                              | 8 622                                              | 8 709                                              | 198                                                | 306,7                                              | 570                                                |
| 2000 | 58,89                                              | 9 336                                              | 11 409                                             | -1 690                                             | 360,1                                              | 544                                                |
| 2010 | 62,77                                              | 8 501                                              | 6 192                                              | 2 622                                              | 358,6                                              | 492                                                |
| 2011 | 63,26                                              | 7 876                                              | 5 409                                              | 3 109                                              | 346,2                                              | 452                                                |
| 2012 | 63,70                                              | 8 079                                              | 4 849                                              | 3 717                                              | 347,6                                              | 474                                                |
| 2013 | 64,13                                              | 7 955                                              | 4 543                                              | 4 026                                              | 346,1                                              | 460                                                |
| 2014 | 64,60                                              | 7 489                                              | 4 473                                              | 3 725                                              | 330,8                                              | 421                                                |
| 2015 | 65,12                                              | 7 562                                              | 4 900                                              | 3 046                                              | 330,5                                              | 406                                                |
| 2016 | 65,61                                              | 7 408                                              | 4 972                                              | 2 812                                              | 328,7                                              | 385                                                |
| 2017 | 66,06                                              | 7 344                                              | 4 988                                              | 2 793                                              | 325,4                                              | 373                                                |
| 2018 | 66,46                                              | 7 305                                              | 5 117                                              | 2 788                                              | 324,9                                              | 367                                                |
| 2019 | 66,84                                              | 7 019                                              | 5 050                                              | 2 564                                              | 318,2                                              | 353                                                |
| 2020 | 67,08                                              | 6 478                                              | 4 882                                              | 1 845                                              | 301,9                                              | 314                                                |
| 2021 | 67,03                                              | 6 655                                              | 4 199                                              | 2 592                                              | 306,2                                              | 331                                                |
| 2022 | 67,79                                              | 6 406                                              | 4 325                                              | 2 531                                              | 293,1                                              | 320                                                |
| 2023 | 68,35                                              | 6 156                                              | 3 922                                              | 2 727                                              | 283,2                                              | 301                                                |
| variation 1990-2023 | +19 %                                              | -29 %                                              | -55 %                                              | +1277 %                                            | -8 %                                               | -47 %                                              |
| * consommation brute d'électricité = production+importations-exportations-pertes en ligne ** émissions de gaz à effet de serre liées à l'énergie. |                                                    |                                                    |                                                    |                                                    |                                                    |                                                    |

## Comparaisons internationales
Dans les statistiques de l'Agence internationale de l'énergie et de l'Energy Institute, le Royaume-Uni apparait dans les premiers rangs pour plusieurs indicateurs du domaine de l'énergie.
| Source d'énergie                                                        | indicateur          | rang | année | quantité | unité | % monde | commentaires |
| ----------------------------------------------------------------------- | ------------------- | ---- | ----- | -------- | ----- | ------- | --- |
| Gaz naturel                                                             | Importations nettes | 10e  | 2022  | 1,29     | EJ    | 2,7 %   | 1er : Chine (5,46 EJ), 2e : Japon (3,55 EJ), 3e : Allemagne (3,29 EJ)                                                     |
| Électricité                                                             | Production          | 16e  | 2023  | 285,6    | TWh   | 1,0 %   | 1er : Chine (9 494 TWh, 31,7 %), 2e : États-Unis (15,0 %), 9e : France(1,7 %), 10e : Allemagne (1,7 %)                    |
| Électricité                                                             | Importation nette   | 4e   | 2023  | 23,8     | TWh   | 2,9 %   | 1er : Italie (51,3 TWh, 6,3 %), 2e : Thaïlande (33,4 TWh                                                                  |
| Nucléaire                                                               | Production          | 11e  | 2023  | 40,7     | TWh   | 1,5 %   | 1er : États-Unis (816,2 TWh, 29,8 %), 2e : Chine (15,9 %), 3e : France (12,4 %)                                           |
| Nucléaire                                                               | Puissance installée | 12e  | 2023  | 5,88     | GW    | 1,6 %   | 1er : États-Unis (96,95 GW, 25,9 %), 2e : France (16,4 %), 3e : Chine (14,5 %)                                            |
| Nucléaire                                                               | % nucléaire/élec*   | 18e  | 2023  | 12,5     | %     |         | 1er : France (64,8 %), 2e : Slovaquie (61,3 %), 17e : États-Unis (18,6 %), 18e : Russie (18,4 %)                          |
| Énergie éolienne                                                        | Production élec.    | 6e   | 2023  | 82,0     | TWh   | 3,4 %   | 1er : Chine (885,9 TWh, 38,1 %), 2e : États-Unis (18,5 %), 3e : Allemagne (6,1 %), 4e : Brésil (4,1 %), 5e : Inde (3,5 %) |
| Énergie éolienne                                                        | Puissance installée | 6e   | 2023  | 30,2     | GW    | 3,0 %   | 1er : Chine (441,9 GW, 43,4 %), 2e : États-Unis (14,5 %), 3e : Allemagne (6,8 %), 4e : Inde (4,4 %), 5e : Espagne (3,1 %) |
| Énergie solaire photovoltaïque                                          | Production élec.    | 17e  | 2023  | 13,8     | TWh   | 0,8 %   | 1er : Chine (584,4 TWh, 35,6 %), 2e : États-Unis (14,7 %), 3e : Inde (6,9 %)                                              |
| Énergie solaire photovoltaïque                                          | Puissance installée | 14e  | 2023  | 15,66    | GW    | 1,1 %   | 1er : Chine (609,4 GW, 43,2 %), 2e : États-Unis (9,8 %), 3e : Japon (6,2 %)                                               |
| Biomasse                                                                | Production élec.    | 7e   | 2022  | 31,2     | TWh   | 4,9 %   | 1er : Chine (181,8 TWh, 28,3 %), 2e : Brésil (8,6 %), 3e : États-Unis (7,9 %), 4e : Allemagne (6,6 %)                     |
| * % source (nucléaire, éolien, solaire)/total production d'électricité. |                     |      |       |          |       |         | |

En 2013, le Royaume-Uni a disparu du classement des dix pays les plus gros producteurs d'électricité à partir de charbon ; en 2012, il était au dixième rang. En 2016, il a disparu du classement des dix principaux importateurs de charbon. En 2018, il a disparu du classement des dix principaux producteurs d'électricité à partir de gaz naturel et, en 2019, de celui des dix principaux producteurs d'électricité nucléaire.

## Histoire

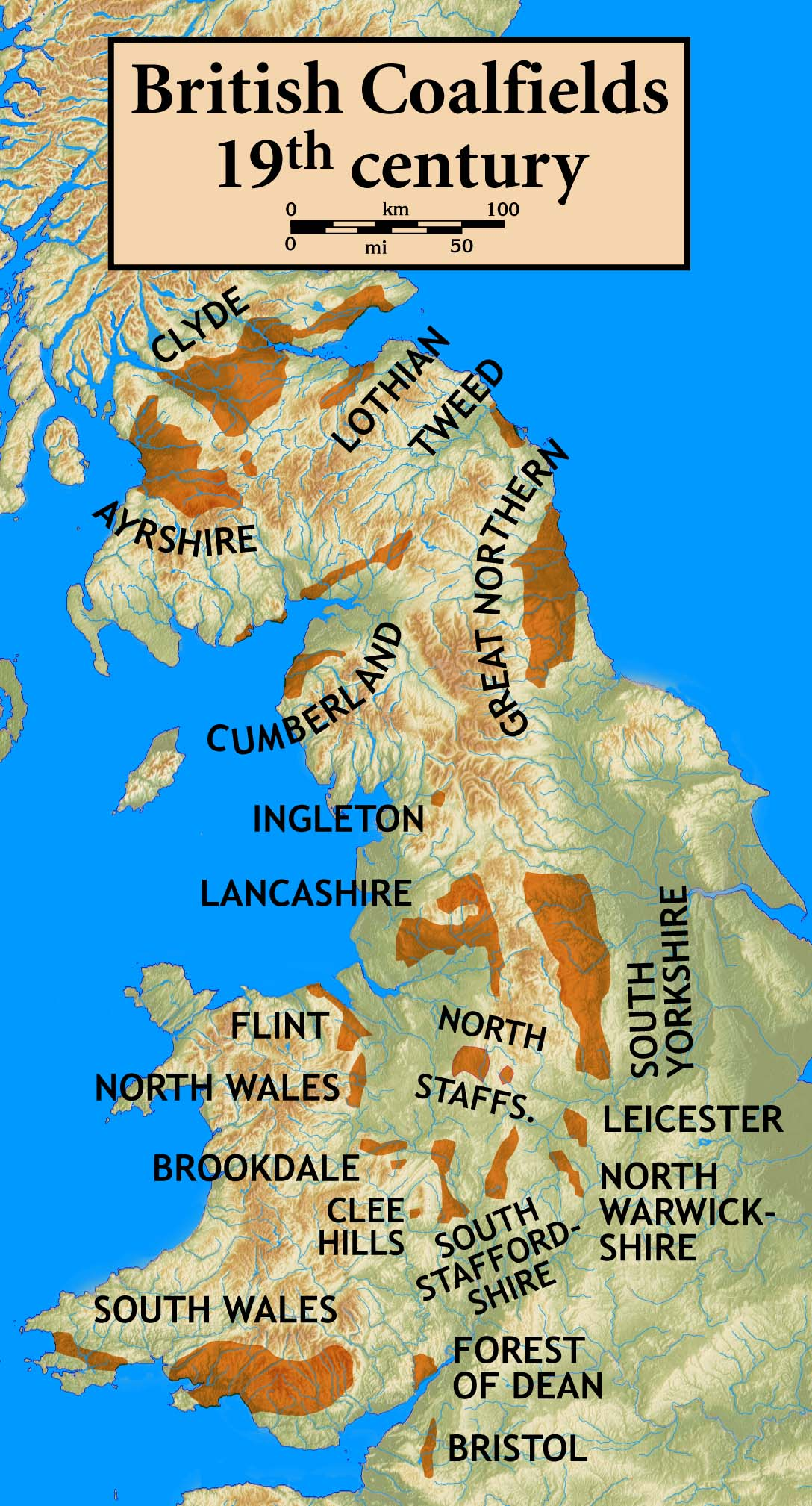
Gisements de charbon au Royaume-Uni au.

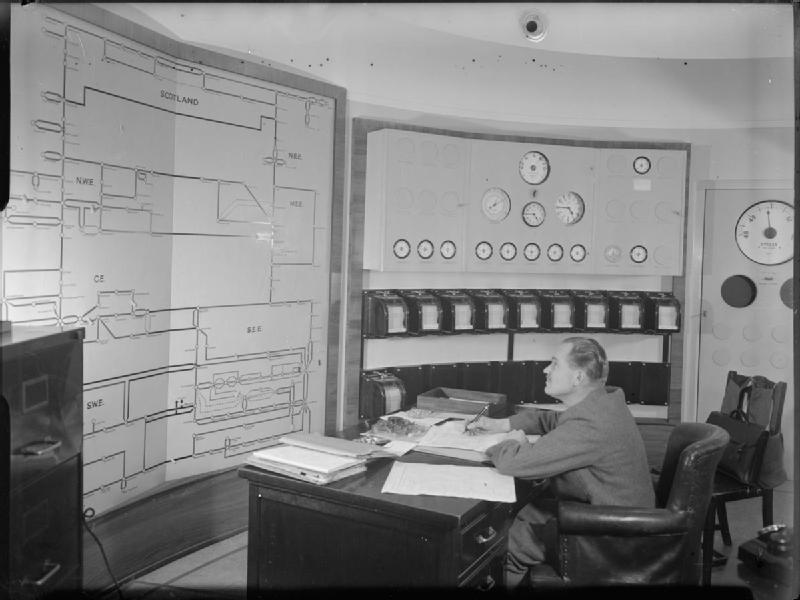
Un contrôleur à l'œuvre dans la salle de contrôle central d'électricité de la Grande-Bretagne en mars 1945. Sur la gauche est un schéma de système montrant le système électrique pour l'ensemble de l'île, allant de l’Écosse en haut, à travers le « NWE » (Nord Ouest de l'Angleterre), « CE » (centre de l'Angleterre) et « SWE » (Sud Ouest de l'Angleterre), entre autres. Cette salle de commande est profondément enterrée.

Production d'électricité au Royaume-Uni de 1985 à 2020.

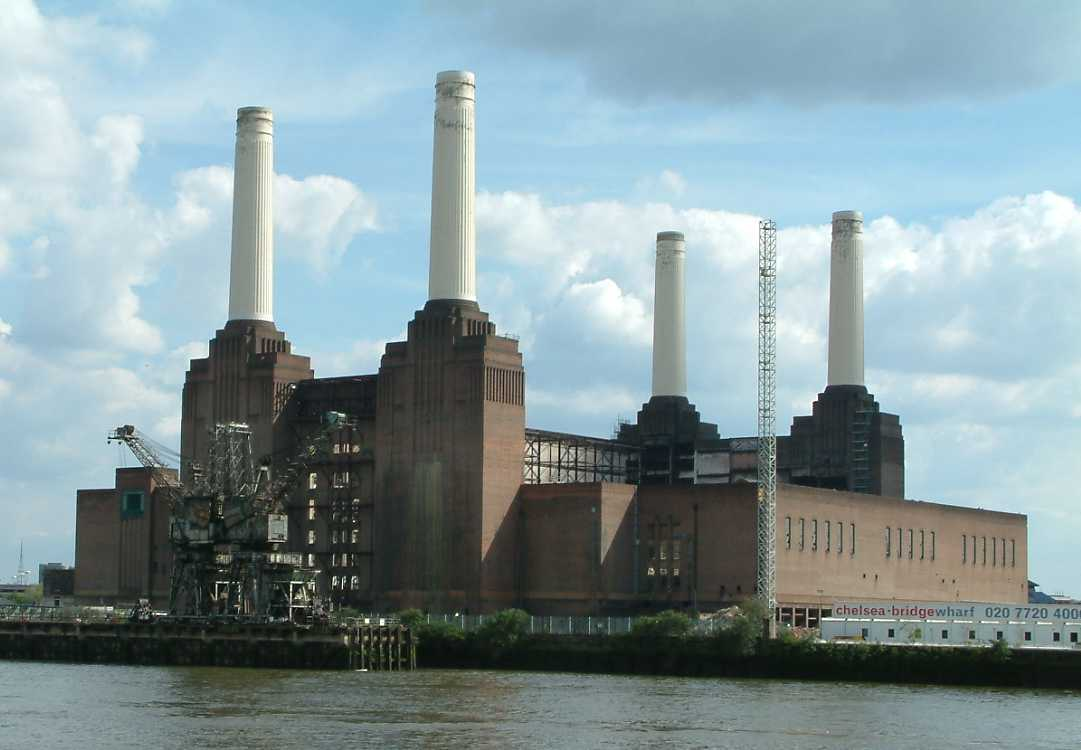
Centrale de Battersea, au sud-ouest de Londres, sur la rive sud de la Tamise, fermée en 1983.

Durant les années 1940, environ 90 % de la capacité de la production électrique provient du charbon dont l’exploitation employait jusqu’à 718 000 mineurs, le pétrole fournissant le reste. Malgré les gisements de la mer du Nord à partir du milieu des années 1970, la transformation du pétrole en électricité est restée relativement faible. Puis l'utilisation du charbon s'est drastiquement réduite dans les années 1980 et 1990, au profit du gaz naturel, et, en 2002, on comptait seulement 12 000 mineurs. En 1990, 1,09 % du gaz consommé dans le pays est utilisé dans la production d'électricité. En 2004, le chiffre était passé à 30,25 %. En 2004, l'utilisation du charbon dans les centrales électriques a diminué de 43,6 % (50,5 millions de tonnes, représentant 82,4 % du charbon utilisé en 2004) par rapport aux niveaux de 1980.

## Production d'énergie primaire
Production d'énergie primaire en 2023
- Charbon (0,4 %)
- Pétrole (37,1 %)
- Gaz naturel (31,6 %)
- Biomasse-déchets (10,3 %)
- Hydraulique (0,5 %)
- Solaire, éolien,... (8,8 %)
- Nucléaire (11,3 %)

| Source                                                  | 1990  | %     | 2000   | %    | 2010  | %    | 2020  | %    | 2023  | % 2023 | var. 2023/1990 |
| Charbon                                                 | 2 245 | 25,8  | 781    | 6,8  | 454   | 7,3  | 46    | 0,9  | 14    | 0,4 %  | -99 %          |
| Pétrole                                                 | 3 988 | 45,8  | 5 513  | 48,3 | 2 740 | 44,3 | 2 131 | 43,7 | 1 455 | 37,1 % | -64 %          |
| Gaz naturel                                             | 1 713 | 19,7  | 4 084  | 35,8 | 2 084 | 33,7 | 1 424 | 29,2 | 1 240 | 31,6 % | -28 %          |
| Total fossiles                                          | 7 946 | 91,2  | 10 378 | 91,0 | 5 279 | 85,2 | 3 601 | 73,8 | 2 709 | 69,1 % | -66 %          |
| Nucléaire                                               | 717   | 8,2   | 928    | 8,1  | 678   | 10,9 | 548   | 11,2 | 446   | 11,3 % | -38 %          |
| Hydraulique                                             | 19    | 0,2   | 18     | 0,2  | 13    | 0,2  | 25    | 0,5  | 19    | 0,5 %  | -0,2 %         |
| Biomasse-déchets                                        | 26    | 0,3   | 80     | 0,7  | 184   | 3,0  | 390   | 8,0  | 403   | 10,3 % | x15,3          |
| Solaire, éolien, etc.                                   | 0,5   | 0,006 | 4      | 0,03 | 38    | 0,6  | 318   | 6,5  | 347   | 8,8 %  | x703           |
| Total EnR                                               | 45    | 0,5   | 103    | 0,9  | 236   | 3,8  | 732   | 15,0 | 768   | 19,6 % | x16,9          |
| Total                                                   | 8 709 | 100   | 11 409 | 100  | 6 192 | 100  | 4 882 | 100  | 3 922 | 100 %  | -55 %          |
| Source des données : Agence internationale de l'énergie |       |       |        |      |       |      |       |      |       |        |                |

### Charbon

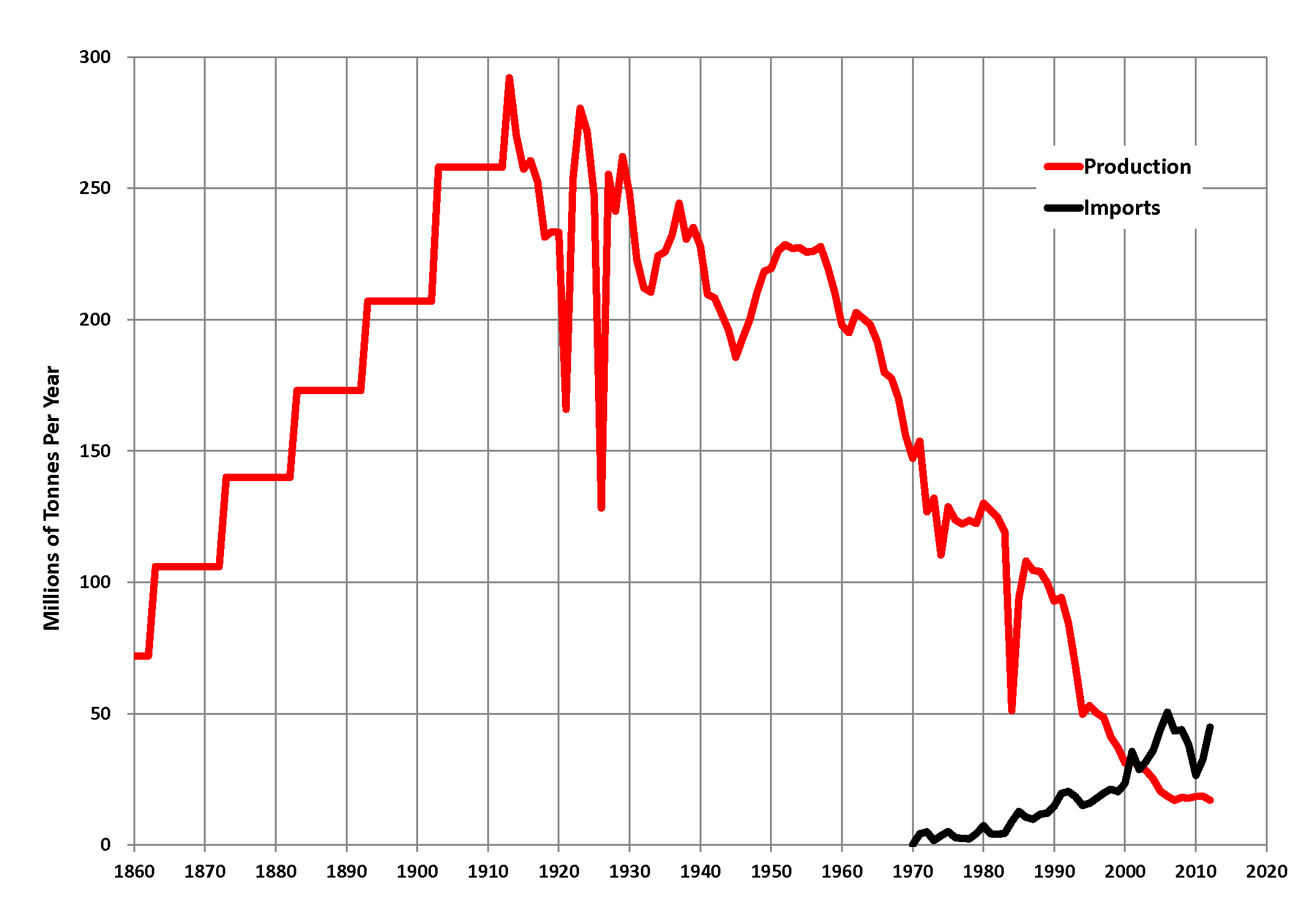
Production et importation de charbon du Royaume-Uni (millions de tonnes)
source données : DECC.

Élément essentiel de la révolution industrielle qui a conduit au XIXe siècle le Royaume-Uni au premier rang des économies mondiales, la production de charbon a atteint un pic de 292 millions de tonnes en 1913 et baisse drastiquement depuis les années 1970. Entre 1845 et 1945, 90 à 95% des besoins énergétiques de l'Angleterre et du Pays-de-Galles sont couverts par le charbon, avant que cette part ne commence à décroîre progressivement.
Les réserves prouvées récupérables de charbon du Royaume-Uni étaient estimées par l'Agence fédérale allemande pour les sciences de la terre et les matières premières (BGR) à 28 Mt (millions de tonnes) fin 2022, soit 40 ans de production au rythme de 2022 : 0,7 Mt. Elles ont baissé de 92 % depuis 2010. BGR estime de plus à 186,7 Gt (milliards de tonnes) les ressources ultimes de charbon, soit 1,2 % des ressources ultimes mondiales, plus 1 Gt de ressources ultimes de lignite).
En 2023, la production de charbon du Royaume-Uni était de 0,01 EJ (exajoules), soit 0,006 % du total mondial ; elle a reculé de 22,3 % en 2023 et de 97 % depuis 2013.
La consommation de charbon du Royaume-Uni s'est établie en 2023 à 0,18 EJ, soit 0,1 % du total mondial ; elle a reculé de 12,6 % en 2023 et de 89 % depuis 2013. La production de charbon du pays couvre seulement 6 % de sa consommation.
La dernière mine de charbon souterraine britannique (il reste quelques exploitations à ciel ouvert), celle de Kellingley, dans le comté du Yorkshire du Nord, a fermé définitivement ses portes le 18 décembre 2015. C'était l’une des plus grosses mines d’Europe lorsqu’elle a ouvert au début des années 1960. Le charbon de Kellingley coûtait 43 livres la tonne à la production, contre 30 livres pour le charbon importé de Russie ou de Colombie. Les douze centrales électriques au charbon encore en service doivent cesser de fonctionner d’ici à 2025 afin de réduire les émissions de CO2.

### Pétrole

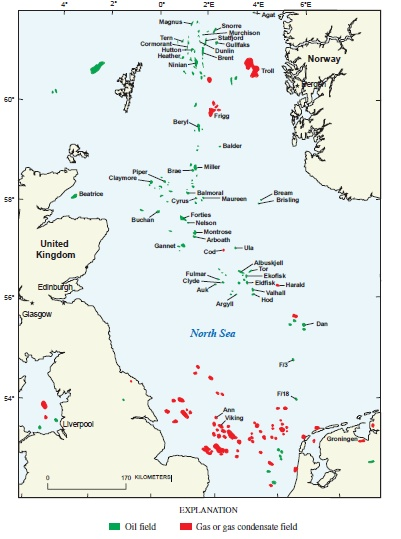
Gisements de pétrole (en vert) et de gaz naturel (en rouge) en Mer du Nord.

#### Réserves de pétrole
Les réserves prouvées de pétrole du Royaume-Uni étaient estimées par BGR à 237 Mt (millions de tonnes) fin 2022, soit 0,1 % des réserves mondiales, représentant 6,2 années de production au rythme de 2022 : 38,1 Mt ; les ressources ultimes sont estimées à 1 127 Mt. Les réserves prouvées ont baissé de 68 % depuis 2010.
Une carte détaillée des infrastructures pétrolières et gazières offshore britanniques est téléchargeable sur le site open data de l'État.

#### Production de pétrole

Le Royaume uni a exporté du pétrole pendant une vingtaine d'années.

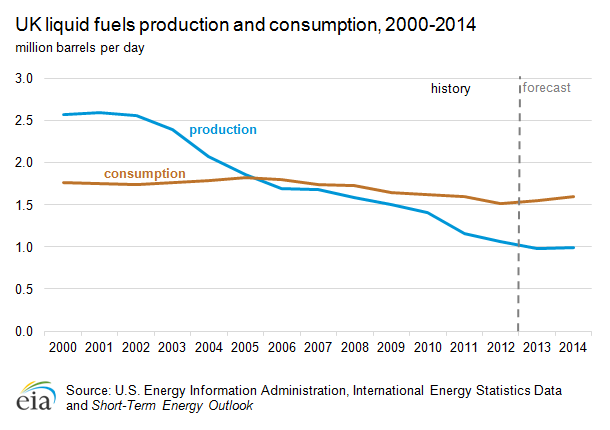
Production et consommation de pétrole du Royaume-Uni 2000-2014
2013 et 2014 : prévision - source : EIA.

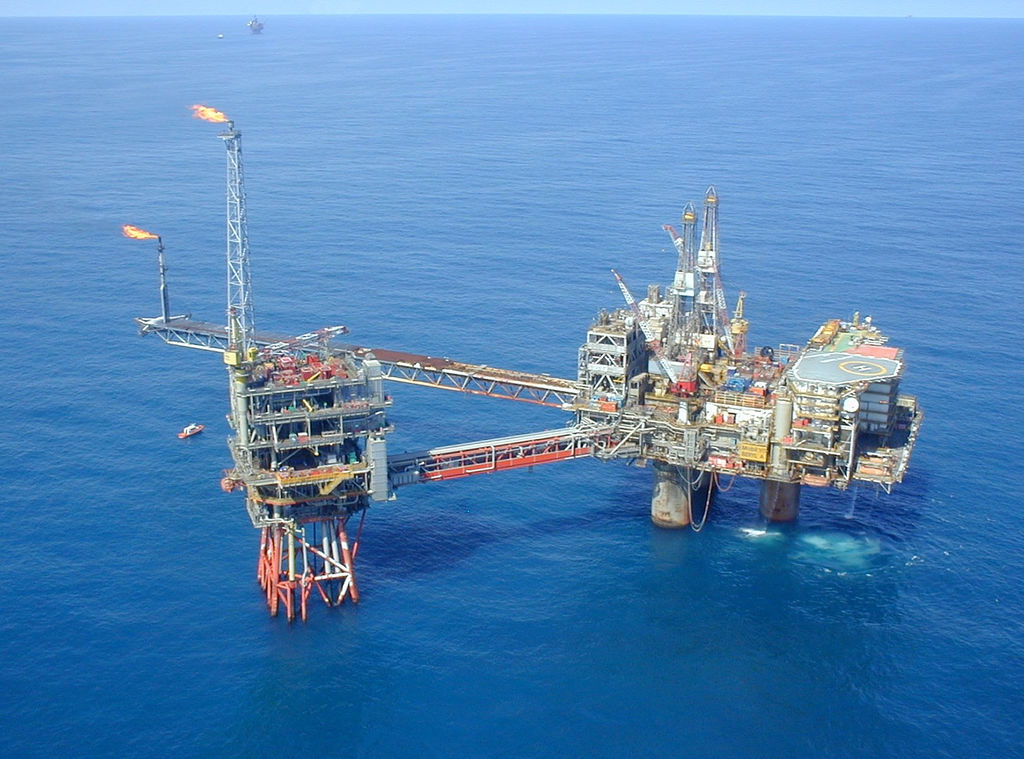
Vue aérienne de la plateforme de Beryl alpha, située à plus de 100 km à l'est des Shetlands.

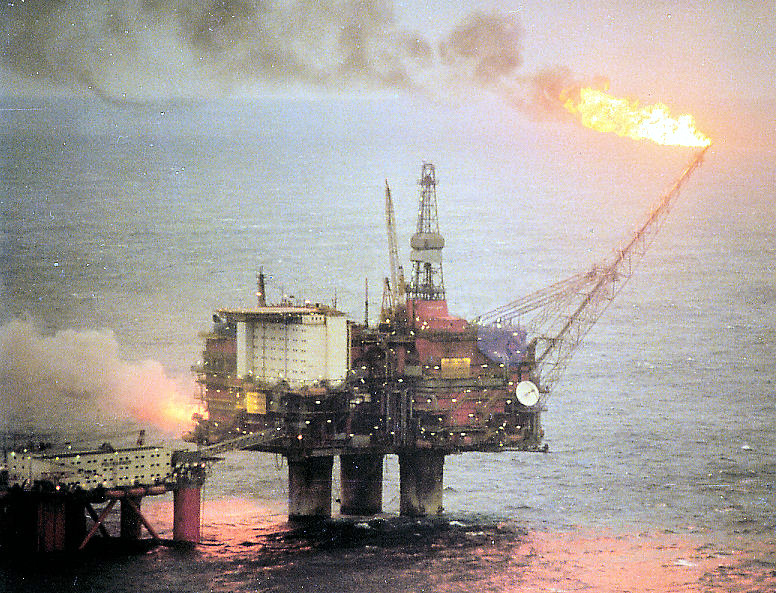
Plateforme de Statfjord en 1982.

En 2023, le Royaume-Uni a produit 0,715 Mb/j (million de barils par jour), soit 33,4 Mt (millions de tonnes) de pétrole, en baisse de 11,4 % en 2023 et de 18 % depuis 2013. Il représente 0,7 % de la production mondiale.
Environ 2 000 puits de pétrole ont été forés sur le sol britannique depuis les années 1850; 250 puits sont en service en 2015, produisant entre 20 et 25 000 barils/jour ; le premier champ pétrolifère fut exploité à partir de 1919 et le premier puits de pétrole commercial à partir de 1939 à Eakring dans l'actuel district de Newark and Sherwood. La production avant la Seconde Guerre mondiale est marginale avec 100 tonnes en 1939 puis à un pic maximal de 114 000 tonnes en 1943 qui ne serait ensuite dépassé qu'à partir de 1964.
La production industrielle de pétrole, lancée au milieu des années 1970 à la suite de la découverte de gisements en mer du Nord, a atteint son apogée en 1999, et a décliné de 67,5 % depuis lors ; elle représentait 39,9 % de la production totale d'énergie primaire en 2012.
Le gisement de Brent découvert par Philipps en 1971 en mer du Nord au large d'Aberdeen (Écosse) et dont l'exploitation a commencé en 1976, a donné son nom à un pétrole assez léger, issu d'un mélange de la production de dix-neuf champs de pétrole, dont l'indice de prix, représentatif des pétroles de mer du Nord, est l'un des deux indices pétroliers les plus suivis par les marchés.
Le gisement de Forties est le plus grand gisement pétrolier jamais trouvé dans les eaux britanniques de la mer du Nord. Il fut découvert en 1970 par BP dans le secteur central de la mer du Nord ; à la fin des années 1970, le gisement produisait quelque 500 kbbl/j. En 2003, le gisement, moribond (la production n'était plus que de 40 kbbl/j) fut revendu à Apache Corporation, un producteur moyen américain. Plus de la moitié du pétrole initialement en place (estimé à 5 Gbbl) a été récupérée.
Le gisement de Piper, découvert en 1973 à 190 km au large d'Aberdeen, présentait des réserves initiales de 1 Gbbl environ. La production commença en 1976 et atteignit brièvement 250 kbbl/j depuis deux plates-formes (Piper Alpha et Piper Bravo), puis déclina progressivement ; le gisement obtint tragiquement une notoriété mondiale, avec l'explosion de la plate-forme Alpha, le 6 juillet 1988, qui tua 167 ouvriers. L'autre plate-forme fut remise en service en 1993 et le gisement produisit à nouveau près de 100 kbbl/j en 1995, puis déclina jusqu'à épuisement.
Le gisement de Statfjord (85 % Norvège, 15 % Royaume-Uni) fut découvert en 1974 par Mobil et mis en production en 1979 ; il atteignit le record absolu de production journalière pour un gisement d’Europe (hors Russie), avec 850 204 barils le 16 janvier 1987. Depuis 2006, Statfjord est pratiquement épuisé, produisant moins du dixième de son record historique. Le gisement contenait initialement 5,22 Gbbl de pétrole ; environ 3,6 milliards de barils ont été extrait, soit un taux de récupération final de près de 70 %, tout à fait exceptionnel, même en mer du Nord. Statoil, qui a racheté le gisement en 1987, a décidé de focaliser ses efforts sur l’extraction du gaz. Ainsi, le gisement devrait encore être exploité en 2020.
Le gisement de Buzzard, situé près des côtes écossaises à 100 km au nord-est d'Aberdeen, fut découverte en juin 2001 par la compagnie canadienne Encana. Il contient plus d'un Gbbl de pétrole, et les réserves récupérables sont supérieures à 500 Mbbl. Grâce à son exploitation, la Grande-Bretagne a pu produire très légèrement plus de pétrole en 2007 qu'en 2006, après six ans de déclin continu.

#### Consommation de pétrole
En 2023, le Royaume-Uni a consommé 1,38 Mb/j (millions de barils par jour), soit 2,69 EJ (exajoules) de pétrole, en hausse de 1,4 % en 2023, mais en recul de 9,7 % depuis 2013. Il se classe au 16e rang mondial avec 1,4 % de la consommation mondiale. Sa production couvre 52 % de sa consommation.

### Gaz naturel

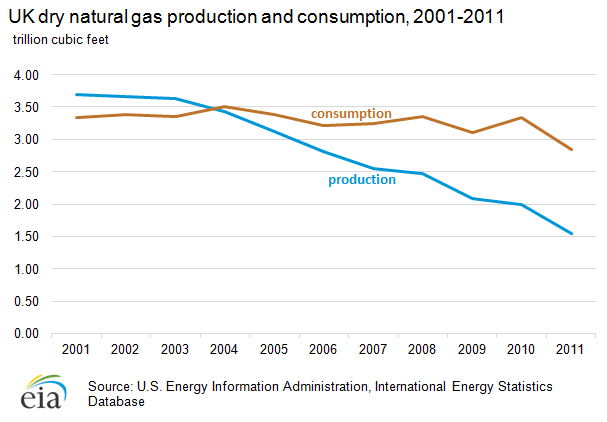
Production et consommation de gaz naturel du Royaume-Uni 2000-2011
source : EIA.

#### Réserves de gaz naturel
Les réserves de gaz naturel étaient estimées à 146 Gm3 (milliards de m3) fin 2022, soit 0,07 % des réserves mondiales ; elles représentaient 3,9 années de production au rythme de 2022 : 37,8 Gm3. Les ressources ultimes étaient estimées à 6 359 Gm3. Les réserves prouvées ont reculé de 72 % entre 2010 et 2022.

#### Production de gaz naturel
En 2023, le Royaume-Uni a produit 34,5 Gm3 (milliards de mètres cubes) de gaz naturel, soit 1,24 EJ (exajoules), en baisse de 9,6 % en 2023 et de 7 % depuis 2013. Il ne représente plus que 0,8 % de la production mondiale.
La production de gaz naturel a culminé en 2000 puis a décliné de 62,5 % en 12 ans ; elle représentait 33,5 % de la production totale d'énergie primaire en 2012.
Le gisement de Frigg, à cheval sur les eaux britanniques et norvégiennes, a été découvert par Elf en 1971 qui l'a mis en exploitation en 1977 ; il a fourni un total de 193 Md de m³ de gaz (6,85 Tcf), partagés entre la Norvège (60,8 %) et le Royaume-Uni, jusqu'à la cessation de l'extraction en 2004.
Le gisement Elgin-Franklin, producteur de gaz à condensat, est situé à environ 240 km à l'est d'Aberdeen. Découvert et exploré dans les années 1985-1991, il fait partie des champs dits « HP/HT », c'est-à-dire « haute pression/haute température » en raison de conditions inhabituellement rencontrées dans le monde pétrolier ; profondeur de 6 100 mètres, température de 197 à plus de 200 °C et pression de 1 155 bars. Fin 2011, Les champs d'Elgin et de Franklin produisaient en moyenne 140 000 bep/j. Une fuite de très grand débit s'est déclarée le 26 mars 2012 sur une plate-forme de production appartenant à la société Total, qui décida d'évacuer la plate-forme le jour même. La fuite génèra un nuage d'hydrocarbures visible à plus de 10 km, et la société Shell fit évacuer partiellement sa plateforme Shearwater située à 6,5 km.

#### Consommation de gaz naturel
En 2023, le Royaume-Uni a consommé 63,5 Gm3 de gaz naturel, soit 2,29 EJ (exajoules), en baisse de 10,4 % en 2023 et de 17 % depuis 2013. Il se classe au 11e rang mondial avec 1,6 % de la consommation mondiale. Sa production couvre 54 % de sa consommation.

#### Importations et exportations de gaz naturel
En 2023, les importations de gaz naturel du Royaume-Uni par voie maritime sous forme de GNL ont reculé de 25,5 % à 19,4 Gm3, soit 3,5 % des importations mondiales de GNL (8e rang mondial), provenant surtout des États-Unis (11,6 Gm3, soit 60 %), du Qatar (2,8 Gm3, 14 %) et du Pérou (2,1 Gm3, 11 %) ; il n'y a plus d'importations de Russie. L'Energy Institute ne fournit plus le détail par pays des importations par gazoducs de l'Europe.
Les importations de gaz naturel ont atteint 1 778 PJ en 2023 contre 2 226 PJ en 2022 et les exportations 632 PJ contre 936 PJ.

#### Gaz de schiste
Pour compenser le déclin de la production des gisements de mer du Nord, le gouvernement britannique a autorisé l'exploitation du gaz de schiste, et le chancelier George Osborne a annoncé en juillet 2013 qu'il accordera à l'extraction de gaz de schiste un taux d'imposition très favorable : 30 % au lieu de 62 % pour les nouveaux gisements pétroliers de mer du Nord et 81 % pour les anciens ; il a déclaré : « le gaz de schiste est une ressource à haut potentiel pour élargir le bouquet énergétique du Royaume-Uni. Ce nouveau régime fiscal, que je veux rendre le plus généreux au monde pour le schiste, va contribuer à créer les meilleures conditions pour que l'industrie explore et débloque ce potentiel » ; la production n'a pas encore commencé, mais l'exploration bat son plein et le British Geological Survey a annoncé que les ressources pourraient suffire pour couvrir les besoins du pays pendant 25 ans.
Le secrétaire d'État chargé du commerce, Michael Fallon, a déclaré « nous mettons tout en œuvre pour le gaz de schiste » ; il estime qu'il s'agit d'une opportunité comparable au « pétrole de la mer du Nord ». Total a conclu en janvier 2014 un accord avec quatre sociétés pétrolières, dont Dart Energy, pour reprendre une licence d'exploitation de gaz de schiste dans les East Midlands et affiche son ambition de devenir d'ici 2015 le premier producteur d'hydrocarbures du Royaume-Uni. GDF Suez avait déjà annoncé en octobre 2013 une prise de participation de 25 % dans treize permis d'exploration dans l'ouest du pays, détenus par Dart Energy.
Du fait des réticences des collectivités locales, selon le cabinet de conseil Pöyry, la production ne pourra pas démarrer avant 2019 ou 2020, soit cinq ans plus tard que prévu il y a quelques années.
En août 2015, le gouvernement britannique de David Cameron a octroyé 27 nouveaux permis pour accélérer l'exploration du gaz de schiste en Angleterre ; 132 autres permis sont à l'étude et pourraient être accordé d'ici la fin de 2015. Selon les estimations du gouvernement, l'investissement dans le gaz de schiste pourrait coûter 33 milliards de livres (46,5 milliards d'euros) et créer 64 000 emplois. Les permis ont été accordés à 47 entreprises, dont Engie et Total. Selon une étude du British Geological Survey, les réserves de schiste au Royaume-Uni sont considérables : le bassin du Bowland abriterait à lui seul 38 000 milliards de mètres cubes de gaz de schiste.
Le 2 novembre 2019, le gouvernement britannique décrète un moratoire sur la technique de la fracturation hydraulique pour extraire du gaz de schiste à la suite de plusieurs séismes déclenchés par ce procédé. Depuis son autorisation, seuls trois puits avaient été forés et aucune exploitation de gaz de schiste n'avait débuté.
Le 8 septembre 2022, la nouvelle Première ministre, Liz Truss, annonce un plan de lutte contre la hausse des prix de l'énergie, qui prévoit entre autres de nouveaux projets d'extraction en mer du Nord et la fin de l'interdiction du gaz de schiste. Le 22 septembre 2022, le gouvernement britannique lève le moratoire sur la fracturation hydraulique, invoquant le renforcement de la sécurité énergétique, devenu une priorité absolue du fait de l'invasion de l'Ukraine par la Russie. Le secrétaire d'État britannique aux Affaires, à l'Énergie et à la Stratégie industrielle, Jacob Rees-Mogg, rappelle l'objectif fixé par Liz Truss : le Royaume-Uni devra être exportateur net d'énergie en 2040. Mais son prédécesseur Kwasi Kwarteng, devenu ministre des Finances et du Trésor, avait expliqué quelques mois auparavant : « même si demain nous levions le moratoire sur la fracturation hydraulique, extraire des volumes suffisants prendrait dix ans, et cela se ferait à un prix élevé pour les populations et pour notre magnifique campagne ».

## Importations et exportations d'énergie primaire
Le graphique qui aurait dû être présenté ici ne peut pas être affiché car il utilise l'ancienne extension Graph, désactivée pour des questions de sécurité. Des indications pour créer un nouveau graphique avec la nouvelle extension Chart sont disponibles ici.

Taux de dépendance du Royaume-Uni aux importations
Source : DUKES
En 2023, les importations nettes d'énergie primaire du Royaume-Uni ont atteint 2 727 PJ, soit 44,3 % de la consommation intérieure d'énergie primaire du pays contre 55,7 % pour la production nationale (taux d'indépendance énergétique). Les importations nettes se répartissent en 1 146 PJ de gaz naturel (42 %), 698 PJ de pétrole brut (25,6 %), 495 PJ de produits pétroliers (18 %), 124 PJ de charbon (4,5 %), 178 PJ de biomasse et 86 PJ d'électricité (3 %).
Les importations nettes d'énergie primaire atteignaient 109,7 Mtep en 1970, soit un taux de dépendance de 47,9 %, taux qui a culminé à 52,2 % en 1974, puis s'est rapidement effondré grâce aux gisements de mer du Nord, tombant à 6,4 % en 1980 ; le pays a ensuite été exportateur net de 1981 à 1988, puis, après quatre années avec des taux de dépendance faibles (2 à 5 %), a été à nouveau exportateur net de 1993 à 2003 (maximum : -20,9 % en 1999) ; à partir de 2004, le taux de dépendance a connu une ascension très rapide, de 4,5 % en 2004 à 48,2 % en 2013 ; depuis lors, il a repris une tendance baissière, tombant à 34,2 % en 2019 ; après une chute à 28,4 % en 2020 du fait de la crise liée au Covid-19, le taux de dépendance reprend une trajectoire haussière, atteignant 43,8 % en 2024.

### Pétrole
Le Royaume-Uni a été exportateur net de pétrole brut de 1981 (15,4 Mt) à 2004 (2 Mt) ; le solde exportateur a connu deux maxima : 48,1 Mt en 1984, suivi d'un premier déclin jusqu'à -2 Mt en 1991, puis d'une remontée jusqu'au second pic : 46,9 Mt en 1999, et du déclin définitif, qui conduit à un solde importateur record de 29,5 Mt en 2012, qui s'amenuise progressivement jusqu'à 7,3 Mt en 2019. Pour les produits raffinés par contre, le solde a toujours été exportateur de 1974 à 2012 (sauf en 1984) ; depuis 2013, le solde est de plus en plus importateur : 26,6 Mt en 2019.
| en Mt                   | 1970  | 1980 | 1990 | 2000  | 2005 | 2010 | 2015 | 2018 | 2019 |
| Pétrole brut            |       |      |      |       |      |      |      |      |      |
| Production nationale    | 0,16  | 80,5 | 91,6 | 126,2 | 84,7 | 63,0 | 45,7 | 51,2 | 52,2 |
| Importations            | 102,2 | 46,7 | 52,7 | 54,4  | 58,9 | 55,1 | 50,6 | 52,6 | 52,2 |
| Exportations            | 1,2   | 40,2 | 57,0 | 92,9  | 54,1 | 42,1 | 33,7 | 44,6 | 44,9 |
| Importations nettes     | 101,0 | 6,5  | -4,3 | -38,5 | 4,8  | 13,0 | 16,9 | 7,9  | 7,3  |
| Livraisons raffineries  | 101,9 | 86,3 | 88,7 | 88,0  | 86,1 | 73,5 | 61,4 | 58,7 | 59,2 |
| Produits pétroliers     |       |      |      |       |      |      |      |      |      |
| Production raffineries  | 94,7  | 79,2 | 82,3 | 81,1  | 80,1 | 68,6 | 57,6 | 54,9 | 55,2 |
| Importations            | 20,4  | 9,2  | 11,0 | 14,2  | 22,5 | 23,7 | 32,3 | 35,2 | 33,2 |
| Exportations            | 17,4  | 14,1 | 16,9 | 20,7  | 29,7 | 26,1 | 22,9 | 22,3 | 20,6 |
| Importations nettes     | 3,0   | -4,9 | -5,9 | -6,5  | -7,2 | -2,4 | 9,4  | 13,0 | 12,6 |
| Consommation intérieure | 91,2  | 71,2 | 73,9 | 71,9  | 75,5 | 66,3 | 64,8 | 66,4 | 65,1 |

### Gaz naturel
Le gaz naturel tient une place primordiale dans l'approvisionnement en énergie du Royaume-Uni :
- part dans l'approvisionnement du pays en énergie primaire (consommation d'énergie primaire) en 2012 : 32,7 % (66,4 Mtep) ; c'est l'un des taux les plus élevés en Europe : seuls quatre pays le dépassent et le taux moyen pour l'Union européenne à 28 est de 23,1 % ; cet approvisionnement provient à 52,9 % de la production nationale et 47 % des importations nettes ;
- part dans la consommation finale d'énergie en 2012 : 28,4 % (39,1 Mtep) ; taux moyen pour l'UE-28 : 22 %
- nombre de consommateurs : 23 millions (19,5 % du total EU-28)
- puissance installée des centrales électriques au gaz : 35,3 GW (16,2 % du total EU-28).

Les ventes de gaz en 2012 atteignaient 855 TWh, réparties en :
- industrie : 166,3 TWh (19,5 %) ;
- centrales électriques : 235,9 TWh (27,6 %) ;
- résidentiel et commercial : 425,7 TWh (49,8 %) ;
- autres : 27,1 TWh (3,2 %).

Les sources d'approvisionnement se répartissaient en 2012 en :
- production nationale : 452,1 TWh (52,9 %) ;
- importations : 441,9 TWh (51,7 %), dont :
  - Norvège : 296,3 TWh ;
  - Qatar : 144,3 TWh ;
  - Algérie : 1,3 TWh.
- autres sources et exportations : −38,6 TWh (-4,5 %) ;
- variations de stocks : −0,3 TWh.

Les importations sous forme de gaz naturel liquéfié (LNG) ont été en 2012 de 147,9 TWh (33 % des importations), en baisse de 45 % par rapport à 2011, baisse causée par la concurrence du charbon, dont les prix ont fortement baissé, et par la hausse des prix du LNG sous l'effet de la forte demande japonaise.
Les équipements du secteur sont en 2012 :
- gazoducs : 285 600 km ;
- installations de stockage : 8, capacité totale : 4 330 Mm3 ; débit maximal de soutirage : 154 Mm3/j.

Le réseau de gazoducs relie le Royaume-Uni aux gisements de mer du Nord (Frigg, Sleipner, Britannia, etc) ainsi qu'à la Norvège, aux Pays-Bas, à la Belgique et à l'Irlande.
Le gazoduc Interconnector, reliant le terminal gazier de Bacton (North Norfolk) à Zeebruges en Belgique, a été mis en service en 1998 ; sa capacité est de 25 milliards de mètres cubes par an ; il a été construit pour faciliter les échanges dans les deux sens avec le continent (trading).
Le BBL Pipeline relie le terminal gazier de Bacton à la côte néerlandaise près de La Haye ; mis en service fin 2006, il a une capacité de 19 milliards de mètres cubes par an et permet l'importation de gaz néerlandais et russe.
Le gazoduc Langeled, mis en service en 2006-2007 pour l'importation de gaz norvégien, relie le terminal de Nyhamna en Norvège à celui d'Easington (Yorkshire) en passant par le gisement de Sleipner ; long de 1 166 km, il était lors de sa construction le pipeline sous-marin le plus long du monde. Sa capacité de transport est de 25,5 milliards de mètres cubes par an.
Le terminal de regazéification de gaz naturel liquéfié de South Hook près de Milford Haven, inauguré en 2009, est le plus grand d'Europe ; il peut couvrir jusqu'à 25 % des besoins en gaz du pays.

### Uranium
Les besoins en uranium des centrales nucléaires britanniques ont été de 1 076 t en 2015 et de 1 265 t en 2016, entièrement importés.

## Consommation d'énergie primaire
Le graphique qui aurait dû être présenté ici ne peut pas être affiché car il utilise l'ancienne extension Graph, désactivée pour des questions de sécurité. Des indications pour créer un nouveau graphique avec la nouvelle extension Chart sont disponibles ici.

Consommation de combustibles fossiles au Royaume-Uni
Source : AIE
En 2023, la consommation d'énergie primaire se répartissait en 75,5 % de combustibles fossiles (gaz naturel : 37,2 %, pétrole : 35,3 %, charbon : 3,0 %), 7,2 % de nucléaire, 15,9 % d'énergies renouvelables (biomasse-déchets : 9,9 %, éolien et solaire : 5,6 %, hydraulique : 0,3 %), plus 1,4 % d'importation nette d'électricité.
La consommation d'énergie primaire par habitant s'élève à 90,06 GJ, supérieure de 15 % à la moyenne mondiale : 78,3 GJ, mais inférieure de 31 % à celle de la France : 130,6 GJ et de 26 % à celle de l'Allemagne : 121,6 GJ.
L'Energy Institute estime la consommation d'énergie primaire en 2023 à 6,95 EJ, en baisse de 4,4 % en 2023 et de 19 % depuis 2013 ; elle représente 1,1 % de la consommation mondiale. Elle se répartit en 74,2 % de combustibles fossiles (pétrole : 38,7 %, gaz naturel : 32,9 %, charbon : 2,6 %), 5,3 % de nucléaire et 20,6 % d'énergies renouvelables. La consommation d'énergie primaire par habitant est estimée à 102,6 GJ, supérieure de 33 % à la moyenne mondiale : 77 GJ, mais inférieure de 23,3 % à celle de la France : 133,8 GJ et de 25,1 % à celle de l'Allemagne : 137,0 GJ.
| Source | 1990  | %     | 2000  | %    | 2010  | %    | 2020  | %    | 2023  | % 2023 | var. 2023/1990 |
| Charbon | 2 642 | 30,6  | 1 530 | 16,4 | 1 297 | 15,3 | 225   | 3,5  | 184   | 3,0 %  | -93 %          |
| Pétrole | 3 198 | 37,1  | 3 066 | 32,8 | 2 665 | 31,3 | 2 082 | 32,1 | 2 173 | 35,3 % | -32 %          |
| Gaz naturel | 1 976 | 22,9  | 3 659 | 39,2 | 3 551 | 41,8 | 2 629 | 40,6 | 2 293 | 37,2 % | +16 %          |
| Total fossiles | 7 816 | 90,7  | 8 254 | 88,4 | 7 513 | 88,4 | 4 936 | 76,2 | 4 650 | 75,5 % | -41 %          |
| Nucléaire | 717   | 8,3   | 928   | 9,9  | 678   | 8,0  | 548   | 8,5  | 445   | 7,2 %  | -38 %          |
| Hydraulique* | 19    | 0,2   | 18    | 0,2  | 13    | 0,2  | 25    | 0,4  | 19    | 0,3 %  | -0,2 %         |
| Biomasse-déchets | 26    | 0,3   | 80    | 0,9  | 250   | 2,9  | 586   | 9,0  | 610   | 9,9 %  | x23,3          |
| Solaire, éolien...* | 0,5   | 0,006 | 4     | 0,04 | 38    | 0,5  | 318   | 4,9  | 347   | 5,6 %  | x703           |
| Total EnR | 45    | 0,5   | 103   | 1,1  | 301   | 3,5  | 928   | 14,3 | 976   | 15,9 % | x21,4          |
| Solde imp.électricité | 43    | 0,5   | 51    | 0,5  | 10    | 0,1  | 64    | 1,0  | 86    | 1,4 %  | ns             |
| Total | 8 622 | 100   | 9 336 | 100  | 8 501 | 100  | 6 478 | 100  | 6 156 | 100 %  | -29 %          |
| Source des données : Agence internationale de l'énergie. * calcul sur la base de la méthode des rendements, retenue par l'AIE et Eurostat, qui tend à sous-estimer les énergies renouvelables électriques. |       |       |       |      |       |      |       |      |       |        |                |

Le charbon, après avoir reculé de 30 % entre 1995 et 2009, a remonté de 32 % en 3 ans du fait de la forte baisse de son prix de marché causée par la bulle du gaz de schiste aux États-Unis, avant de reprendre son déclin.

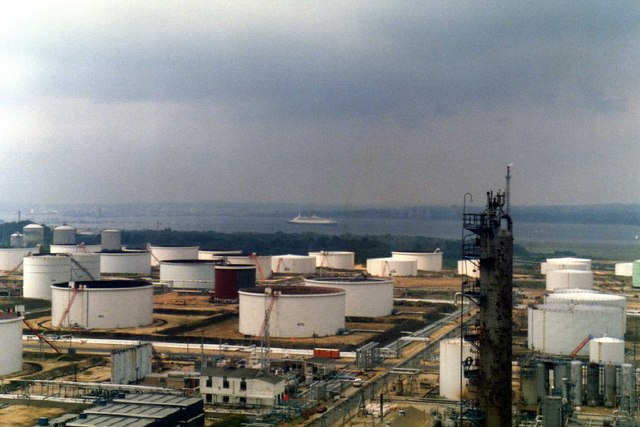
Réservoirs de stockage de pétrole à la raffinerie de Fawley en octobre 1985.

## Raffinage

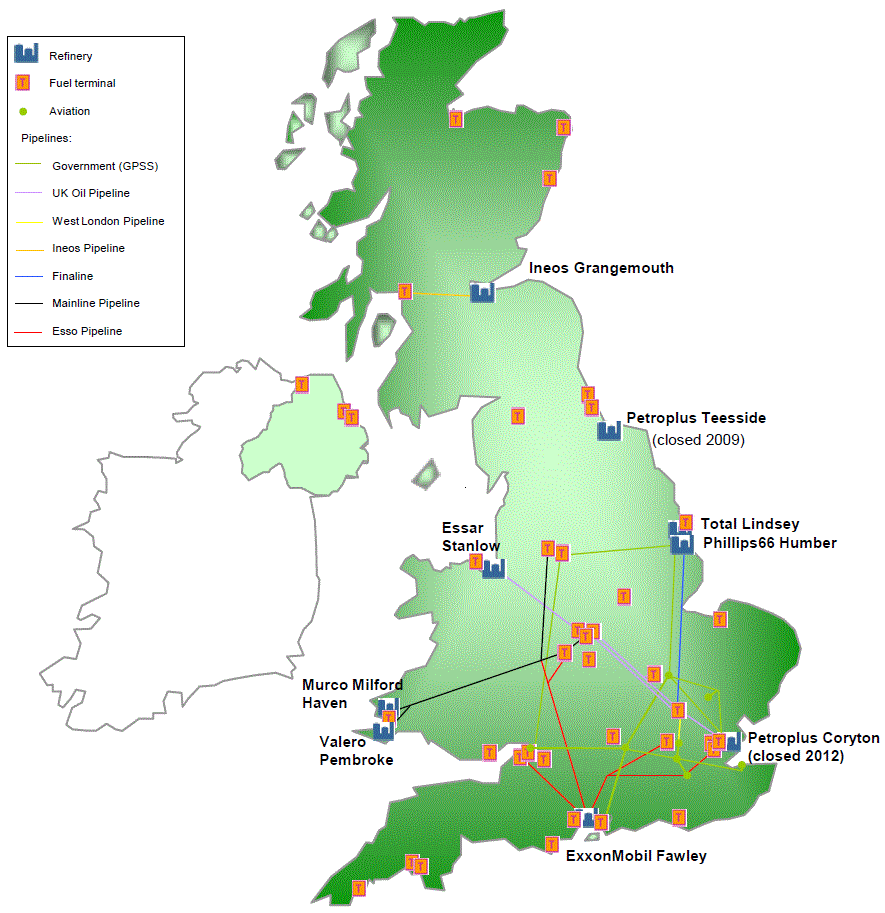
Raffineries, dépôts de carburants et pipelines au Royaume-Uni en 2012.

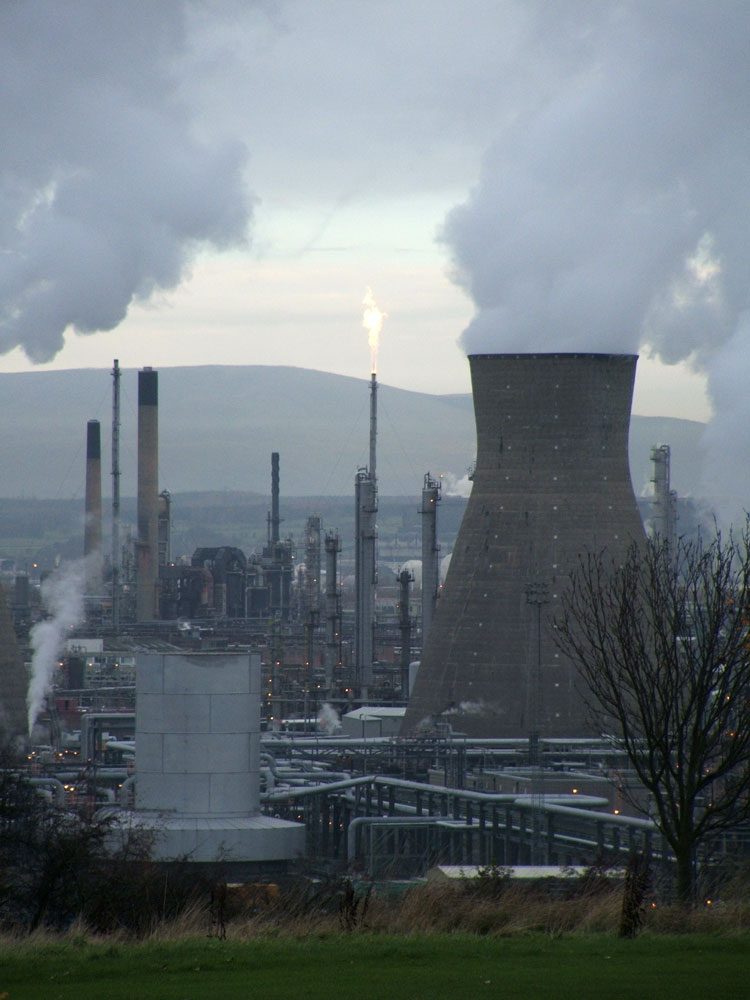
Raffinerie de Grangemouth en juillet 2007).

Le Royaume-Uni dispose en 2014 de sept raffineries, chacune appartement à un opérateur différent. Deux autres ont fermé en 2009 et 2012 :
- Fawley, Hampshire à 11 km de Southampton : 330 000 barils par jour. En service depuis 1921 ;
- Stanlow à Ellesmere Port (Cheshire) : 12 Mt par an 296 000 barils par jour. En service depuis 1924 ;
- Pembroke à Rhoscrowther dans le Pembrokeshire au sud-ouest du Pays de Galles : 220 000 barils par jour. En service depuis 1967 ;
- Humber à South Killingholme dans le Lincolnshire du Nord au nord-est de l'Angleterre : 221 000 barils par jour. En service depuis 1969 ;
- Lindsey à South Killingholme, près de la raffinerie Humber : 200 000 barils par jour. En service depuis 1968 ;
- Grangemouth, sur la côte est de l'Écosse : sa capacité de raffinage est de 210 000 barils de brut par jour. En service depuis 1924 ;
- Milford Haven dans le Pembrokeshire au sud-ouest du Pays de Galles : 108 000 barils par jour). En service depuis 1973.

## Oléoducs, gazoducs et stockage
Le transport des hydrocarbures est assuré par :
- un réseau d'oléoducs : le principal oléoduc est le UK oil pipeline network, exploité par British Pipeline Agency, coentreprise entre BP Oil UK et Shell UK, qui relie les raffineries de Stanlow (Cheshire) et Shell Haven (fermée en 1999) sur l'estuaire de la Tamise, en traversant tout l'Angleterre ; il transporte 7,5 Mt de produits pétroliers par an.
- un réseau de gazoducs, National Transmission System, qui appartient à National Grid, également propriétaire du réseau de transport électrique. Il achemine la gaz depuis les sept terminaux gaziers (six en Angleterre et un en Écosse) et les six terminaux de regazéfication de GNL (trois en Angleterre, un au Pays de Galles et un en Écosse) vers les centres de consommation où il livre le gaz aux compagnies de distribution.

En 2021, une crise énergétique déclenchée par la forte reprise de la demande est aggravée par l'absence de stocks : la dernière capacité de stockage de gaz, qui appartenait à Centrica, a fermé en 2017 sans être remplacée.

## Consommation finale d'énergie
| Source                                                  | 1990  | %    | 2000  | %    | 2010  | %    | 2020  | %    | 2022  | % 2022 | 'var. 2022/1990 |
| Charbon                                                 | 465   | 8,0  | 181   | 2,9  | 127   | 2,2  | 79    | 1,6  | 76    | 1,6 %  | -84 %           |
| Pétrole                                                 | 2 564 | 44,3 | 2 620 | 41,5 | 2 320 | 40,4 | 1 891 | 39,4 | 1 990 | 41,8 % | -22 %           |
| Gaz                                                     | 1 750 | 30,2 | 2 195 | 34,8 | 1 972 | 34,3 | 1 579 | 32,9 | 1 448 | 30,4 % | -17 %           |
| Biomasse-déchets                                        | 17    | 0,3  | 26    | 0,4  | 93    | 1,6  | 183   | 3,8  | 205   | 4,3 %  | +1080 %         |
| Électricité                                             | 988   | 17,1 | 1 186 | 18,8 | 1 180 | 20,5 | 1 020 | 21,2 | 987   | 20,7 % | -0,1 %          |
| Chaleur                                                 | nd    | -    | 102   | 1,6  | 53    | 0,9  | 52    | 1,1  | 51    | 1,1 %  | ns              |
| Total consommation finale                               | 5 785 | 100  | 6 311 | 100  | 5 746 | 100  | 4 806 | 100  | 4 759 | 100 %  | -18 %           |
| Source des données : Agence internationale de l'énergie |       |      |       |      |       |      |       |      |       |        |                 |

et sur une plus longue période, mais en Mtep :
| en Mtep                   | 1970  | %    | 1980  | %    | 1990  | %    | 2000  | %    | 2010  | %    | 2020  | %    | 2024  | % 2024 | 2024 /1970 |
| Comb.solides              | 45,0  | 30,8 | 18,3  | 12,9 | 13,3  | 9,0  | 4,2   | 2,6  | 2,5   | 1,6  | 1,5   | 1,2  | 0,8   | 0,6 %  | -98 %      |
| Pétrole                   | 68,5  | 46,9 | 62,4  | 43,8 | 63,3  | 43,0 | 66,3  | 41,6 | 63,8  | 42,3 | 47,7  | 38,9 | 58,2  | 45,4 % | -15 %      |
| Gaz                       | 15,6  | 10,7 | 42,4  | 29,8 | 46,7  | 31,7 | 57,3  | 36,0 | 51,7  | 34,3 | 41,9  | 34,2 | 37,1  | 29,0 % | +138 %     |
| Biomasse-déchets          | nd    | -    | nd    | -    | 0,45  | 0,3  | 0,7   | 0,4  | 3,2   | 2,1  | 6,0   | 4,9  | 7,3   | 5,7 %  | ns         |
| Électricité               | 16,5  | 11,3 | 19,3  | 13,5 | 23,6  | 16,0 | 28,3  | 17,8 | 28,3  | 18,7 | 24,0  | 19,6 | 23,4  | 18,3 % | +42 %      |
| Chaleur                   | nd    | -    | nd    | -    | nd    | -    | 2,5   | 1,6  | 1,3   | 0,8  | 1,2   | 1,0  | 1,2   | 1,0 %  | ns         |
| Total consommation finale | 146,0 | 100  | 142,4 | 100  | 147,3 | 100  | 159,4 | 100  | 150,8 | 100  | 122,5 | 100  | 128,1 | 100 %  | -12 %      |

| Secteur                                                                                     | 1990  | %    | 2000  | %    | 2010  | %    | 2020  | %    | 2022  | % 2022 | var. 2022/1990 |
| Total consommation finale                                                                   | 5 785 |      | 6 311 |      | 5 746 |      | 4 806 |      | 4 759 |        | -18 %          |
| Usage non-énergétique*                                                                      | 453   |      | 483   |      | 332   |      | 1 233 |      | 1 125 |        | -14 %          |
| Consom.finale énergétique                                                                   | 5 332 | 100  | 5 828 | 100  | 5 414 | 100  | 4 531 | 100  | 4 560 | 100 %  | -11 %          |
| Industrie                                                                                   | 1 346 | 25,2 | 1 421 | 24,4 | 1 082 | 20,0 | 884   | 19,5 | 870   | 19,1 % | -35 %          |
| Transport                                                                                   | 1 640 | 30,8 | 1 753 | 30,1 | 1 683 | 31,1 | 1 393 | 30,7 | 1 601 | 35,1 % | -2 %           |
| Résidentiel                                                                                 | 1 562 | 29,3 | 1 802 | 30,9 | 1 872 | 34,6 | 1 488 | 32,8 | 1 323 | 29,0 % | -15 %          |
| Tertiaire                                                                                   | 539   | 10,1 | 705   | 12,1 | 692   | 12,8 | 539   | 11,9 | 541   | 11,9 % | +0,5 %         |
| Agriculture                                                                                 | 53    | 1,0  | 48    | 0,8  | 34    | 0,6  | 50    | 1,1  | 52    | 1,1 %  | -3 %           |
| Pêche                                                                                       |       |      |       |      | 7     | 0,1  | 8     | 0,2  | 10    | 0,2 %  | ns             |
| Non spécifié                                                                                | 191   | 3,6  | 99    | 1,7  | 42    | 0,8  | 169   | 3,7  | 163   | 3,6 %  | ns             |
| Source des données : Agence internationale de l'énergie. * Usages non énergétiques (chimie) |       |      |       |      |       |      |       |      |       |        |                |

Les statistiques officielles fournissent deux évaluations différentes de la part des énergies renouvelables (EnR) dans la consommation finale d'énergie : la première aboutit à une part d'EnR de 16,2 %, dont 49,5 % de la consommation d'électricité, 9,4 % de la production de chaleur et 6,2 % de la consommation des transport. La deuxième aboutit à une part d'EnR de 14,8 %, dont 27,6 % d'EnR dans la consommation de l'industrie, 6,2 % dans celle des transports, 17,0 % dans celle du secteur domestique et 25,0 % de celle des autres utilisateurs.
La consommation du secteur résidentiel en 2017 se décompose en :
- usages chaleur : 84,3 % dont chauffage : 64,8 %, eau chaude : 16,8 % et cuisson : 2,6 % ;
- éclairage : 2,9 % ; appareils : 12,8 %.

La consommation du transport en 2017 peut être ré-allouée aux autres secteurs :
- industrie : 12,4 Mtep (21,8 %), en baisse de 9 % par rapport au pic de 13,65 Mtep atteint en 2007 ;
- résidentiel : 37,5 Mtep (65,8 %), en baisse de 4 % par rapport au pic de 38,9 Mtep atteint en 2006 ;
- services : 7,1 Mtep (12,4 %), en baisse de 2 % par rapport au record de 7,2 Mtep atteint en 2007.

## Secteur électrique
Le diagramme de Sankey du bilan électrique 2024 du Royaume-Uni figure dans le rapport annuel sur l'énergie « DUKES ».

### Puissance installée
Au 31 décembre 2024, le Royaume-Uni disposait de 71,7 GW de puissance installée corrigée, en baisse de 3 % par rapport à 2023, du fait de la fermeture de la dernière centrale à charbon : Ratcliffe-on-Soar ; la puissance des centrales à combustibles fossiles recule de 9 % à 36,3 GW, baisse en partie compensée par la croissance des énergies renouvelables : +5,3 % à 26,8 GW (éolien : +7,1 % à 13,8 GW, solaire : +12,9 % à 3,1 GW). Les EnR progressent de 24 GW par rapport à 2000, les énergies fossiles baissant du même montant. Dans ces statistiques, les énergies intermittentes sont affectées d'un coefficient réducteur de 0,43 pour l'éolien, 0,365 pour la petite hydraulique et 0,17 pour le solaire.
Ces puissances corrigées sont réparties en : centrales à charbon 18 MW, à pétrole 1 253 MW, à gaz 34 740 MW, autres combustibles fossiles 239 MW, nucléaires 5 883 MW, hydroélectriques conventionnelles 1 611 MW, pompage-turbinage 2 744 MW, éoliennes terrestres 6 919 MW, éoliennes en mer 6 888 MW, marémotrices 10 MW, solaires 3 108 MW, biomasse et déchets 8 265 MW.

### Facteur de charge
| Type de centrales                                                                        | 2010   | 2015   | 2016   | 2017   | 2018   | 2019   | 2020   | 2021   | 2022   | 2023   | 2024   |
| ---------------------------------------------------------------------------------------- | ------ | ------ | ------ | ------ | ------ | ------ | ------ | ------ | ------ | ------ | ------ |
| Nucléaires                                                                               | 59,3 % | 75,1 % | 80,1 % | 78,8 % | 72,8 % | 62,9 % | 60,8 % | 60,8 % | 72,2 % | 72,4 % | 72,3 % |
| Cycle combiné gaz                                                                        | 61,6 % | 32,1 % | 49,8 % | 45,5 % | 41,0 % | 41,5 % | 35,6 % | 39,9 % | 41,2 % | 33,0 % | 27,8 % |
| Charbon                                                                                  | 40,2 % | 44,0 % | 21,2 % | 17,3 % | 14,2 % | 7,8 %  | 9,7 %  | 12,7 % | 10,8 % | 11,6 % | 15,1 % |
| Hydroélectriques                                                                         | 24,9 % | 41,0 % | 33,9 % | 36,3 % | 33,2 % | 36,1 % | 41,6 % | 32,8 % | 30,6 % | 33,3 % | 35,1 % |
| Éoliennes                                                                                | 23,7 % | 33,6 % | 27,8 % | 31,7 % | 31,5 % | 32,0 % | 27,3 % | 22,8 % | 33,6 % | 31,9 % | 30,5 % |
| Éoliennes terrestres                                                                     | 21,7 % | 29,3 % | 23,6 % | 28,0 % | 26,7 % | 26,5 % | 28,3 % | 23,4 % | 27,3 % | 24,5 % | 25,0 % |
| Éoliennes en mer                                                                         | 30,4 % | 41,5 % | 36,0 % | 39,0 % | 40,1 % | 40,5 % | 45,9 % | 37,8 % | 41,3 % | 39,9 % | 36,3 % |
| Photovoltaïques                                                                          | 7,3 %  | 11,4 % | 11,0 % | 10,6 % | 11,2 % | 10,7 % | 10,5 % | 9,9 %  | 11,1 % | 10,8 % | 9,5 %  |
| Énergies marines*                                                                        | 8,4 %  | 2,6 %  | 0 %    | 3,0 %  | 5,5 %  | 7,5 %  | 8,0 %  | 6,4 %  | 14,2 % | 14,7 % | 15,1 % |
| Bioénergie                                                                               | 61,5 % | 73,4 % | 67,6 % | 68,0 % | 64,5 % | 60,9 % | 61,6 % | 63,2 % | 57,1 % | 55,2 % | 62,7 % |
| Sources : DUKES 5.10 et DUKES 6.3 * Énergies marines = Énergie des vagues, marémotrices. |        |        |        |        |        |        |        |        |        |        |        |

NB : pour les centrales dont le fonctionnement est gouverné par les variations climatiques (hydrauliques, éoliennes, solaires, houlomotrices et marémotrices), ces facteurs de charge sont un reflet direct de ces variations du climat ; par contre, pour les centrales pilotables, modulables à volonté pour réguler la production en fonction de la demande, les facteurs de charge résultent de l'appel plus ou moins intensif du gestionnaire de réseau à leurs services, en fonction de leur souplesse (maximale pour le gaz), des variations de la demande, mais aussi de leurs coûts de combustible : ainsi, en 2011 et 2012, une forte baisse des prix de marché du charbon a causé une forte hausse de l'utilisation des centrales à charbon aux dépens des centrales à gaz ; les fluctuations du nucléaire, peu souple, s'expliquent plutôt par des fermetures de réacteurs, des pannes ou par des variations dans les plannings de maintenance.

### Production d'électricité

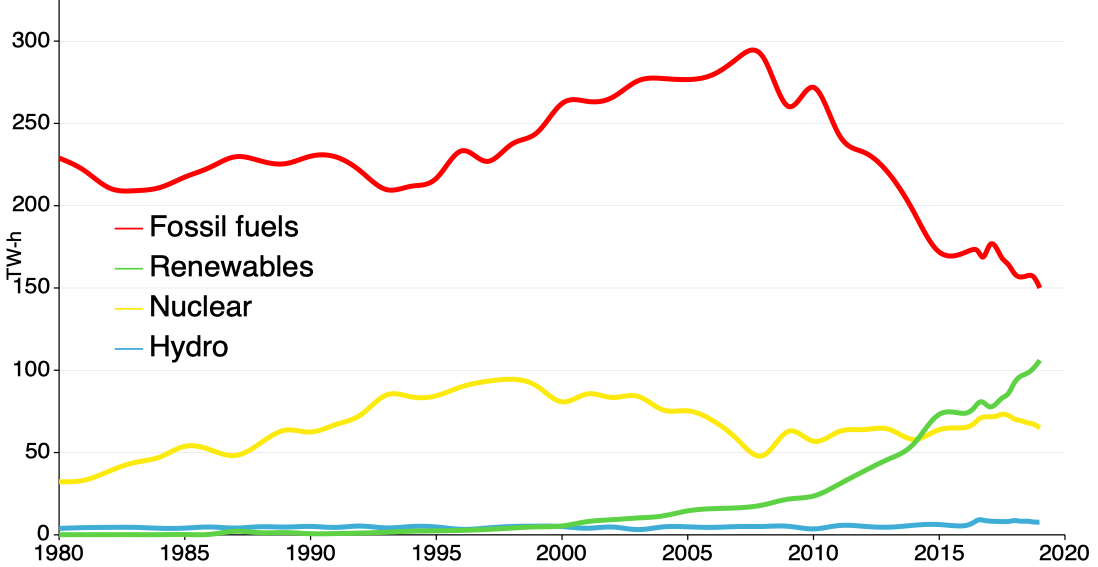
Production d'électricité au Royaume-Uni
source données : EIA ; unité : TWh
rouge=combustibles fossiles - jaune =nucléaire - bleu=hydro - vert=autres EnR.

En 2024, le Royaume-Uni a produit 284,96 TWh d'électricité, dont 31,8 % à partir des combustibles fossiles : gaz 30,4 %, charbon 0,7 %, pétrole 0,6 % ; le nucléaire contribue pour 14,2 % et les énergies renouvelables pour 50,4 % : éolien : 29,2 % (en mer : 17,0 % ; à terre : 12,2 %), solaire : 5,0 %, biomasse+déchets : 14,1 %, hydraulique : 2,0 % ; les 2,2 % de « divers » comprennent la part non renouvelable des déchets et des sous-produits industriels (gaz de hauts fourneaux, etc.).
En 2023, selon l'Energy Institute, le Royaume-Uni a produit 285,6 TWh d'électricité, en baisse de 11,3 % en 2023 et de 20,3 % depuis 2013, soit 1,0 % de la production mondiale, au 16e rang mondial.
Durant l'été 2019, la production électrique tirée des énergies renouvelables a dépassé celle issue d'énergies fossiles pendant trois mois consécutifs.
Le passage de la production brute à la production nette livrée au réseau consiste à soustraire l'électricité utilisée en interne pour le fonctionnement des centrales ainsi que celle consommée pour le stockage dans les centrales de pompage-turbinage et les batteries ; voici l'évolution de ces productions et leur répartition par sources :
| Source | 1970  | 1980  | 1990  | 2000  | 2010  | 2020  | 2022  | 2023  | 2024  | part 2024 | Δ 2024 /2010 |
| --- | ----- | ----- | ----- | ----- | ----- | ----- | ----- | ----- | ----- | --------- | ------------ |
| Production brute | 248,0 | 284,1 | 319,7 | 377,1 | 382,1 | 310,3 | 324,8 | 294,1 | 285,0 | 100,0 %   | -25,4 %      |
| Consommation propre | 16,4  | 17,8  | 19,6  | 19,8  | 20,4  | 11,5  | 11,6  | 10,9  | 10,7  | 3,8 %     | -48 %        |
| Production nette | 231,6 | 266,3 | 300,1 | 357,3 | 361,7 | 298,8 | 313,2 | 283,2 | 274,3 | 96,2 %    | -24,2 %      |
| Thermique charbon* | 203,2 | 228,9 | 234,1 | 120,0 | 107,6 | 5,7   | 5,9   | 3,8   | 2,0   | 0,7 %     | -98 %        |
| Thermique fioul |       |       |       | 6,5   | 4,8   | 1,4   | 2,8   | 2,0   | 1,8   | 0,6 %     | -62 %        |
| Gaz naturel | -     | -     | 0,3   | 148,1 | 175,7 | 111,9 | 125,1 | 101,8 | 86,7  | 30,4 %    | -51 %        |
| Thermique autres |       |       |       |       | 2,5   | 5,7   | 6,1   | 6,3   | 6,3   | 2,2 %     | +11 %        |
| Total thermique fossile | 203,2 | 228,9 | 234,4 | 274,6 | 288,1 | 119,0 | 133,9 | 107,6 | 90,5  | 31,8 %    | -69 %        |
| Nucléaire | 25,1  | 35,5  | 64,5  | 85,1  | 62,1  | 50,2  | 47,4  | 40,6  | 40,6  | 14,2 %    | -35 %        |
| Hydraulique* | 3,8   | 3,3   | 4,4   | 5,1   | 3,6   | 6,9   | 5,1   | 5,5   | 5,8   | 2,0 %     | +61 %        |
| Éolien* | -     | -     | -     | 0,9   | 10,3  | 75,6  | 80,2  | 82,1  | 83,3  | 29,2 %    | +709 %       |
| Solaire* | -     | -     | -     | -     | 0,04  | 12,5  | 14,0  | 14,6  | 14,4  | 5,0 %     | x360         |
| EnR thermiques* | 4,5   | 3,9   | 5,2   | 4,3   | 12,3  | 38,6  | 36,0  | 34,5  | 40,3  | 14,1 %    | +228 %       |
| Total EnR | 7,9   | 7,0   | 8,9   | 10,4  | 26,2  | 133,6 | 135,2 | 136,8 | 143,7 | 50,4 %    | +422 %       |
| Total bas carbone | 33,0  | 42,5  | 73,4  | 95,5  | 88,3  | 183,9 | 182,6 | 177,4 | 184,3 | 64,7 %    | +109 %       |
| Prod.éq.stockage* | 1,1   | 1,2   | 1,9   | 2,7   | 3,1   | 1,7   | 2,2   | 2,8   | 3,9   | 1,4 %     | ns           |
| moins : conso éq.stockage* | 1,5   | 1,4   | 2,6   | 3,5   | 4,2   | 2,1   | 2,7   | 2,6   | 3,1   | 1,1 %     | ns           |
| Production nette livrée au réseau | 230,1 | 264,9 | 297,5 | 357,3 | 361,7 | 296,6 | 310,3 | 279,6 | 269,4 | 94,5 %    | -25,5 %      |
| * cons.stock.= consommation des équipements de stockage (pompage-turbinage et batteries) ; charbon :avant 2008, inclut fioul et autres ; hydro : apports naturels (hors pompage-turbinage) ; EnR thermiques : biomasse, etc (+ éolien et solaire avant 2008). Sources : grandes rubriques : données historiques ; détail par sources : DUKES 5.6 |       |       |       |       |       |       |       |       |       |           |              |

La production brute a culminé en 2005 à 398,4 TWh, en progression de 24,6 % par rapport à 1990, puis a décliné de 28,5 % en 19 ans.
La production des centrales à cycle combiné gaz, apparue en 1990, a connu un essor très rapide jusqu'en 2004 (140 TWh), puis, après un léger creux, a culminé en 2008 à 173 TWh ; de 2010 à 2012, elle s'est effondrée (-43 %) sous l'effet de la chute des prix du charbon consécutive au boom du gaz de schiste aux États-Unis ; la production des centrales charbon a augmenté de 32 % en 2012, avant de chuter rapidement avec la fermeture de la plupart des centrales.

#### Thermique fossile

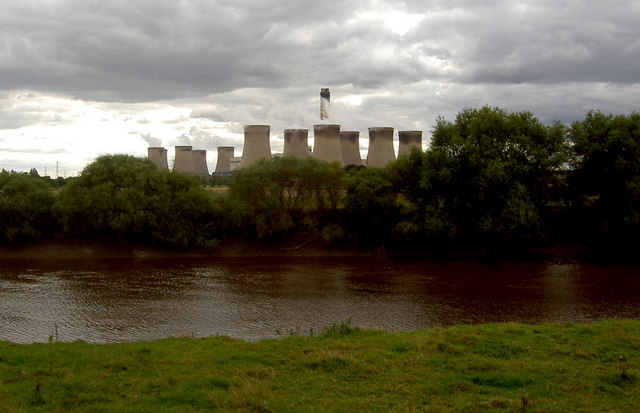
La centrale au charbon de Drax, la plus grande du Royaume-Uni (photo : 2007).

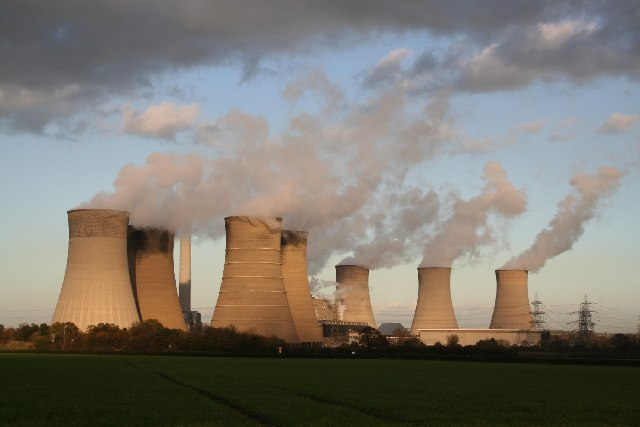
La centrale de West Burton, en 2005.

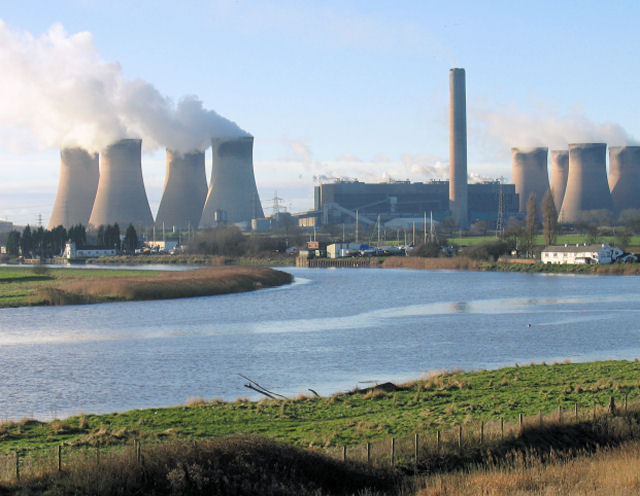
La centrale thermique de Fiddlers Ferry dans le Cheshire, en 2006.

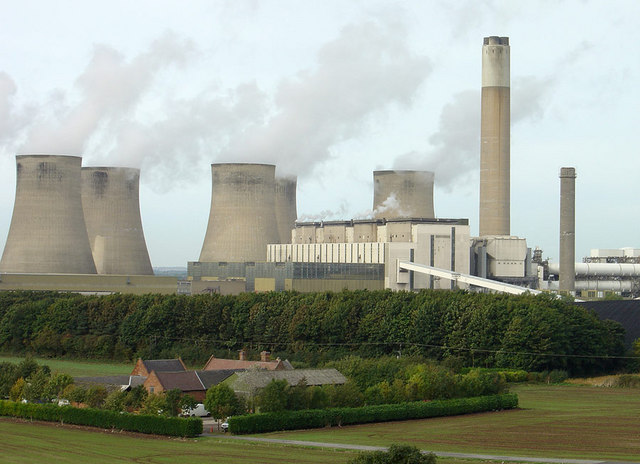
La centrale de Ratcliffe-on-Soar (2000 MW) dans les Midlands de l'Est, en 2002.

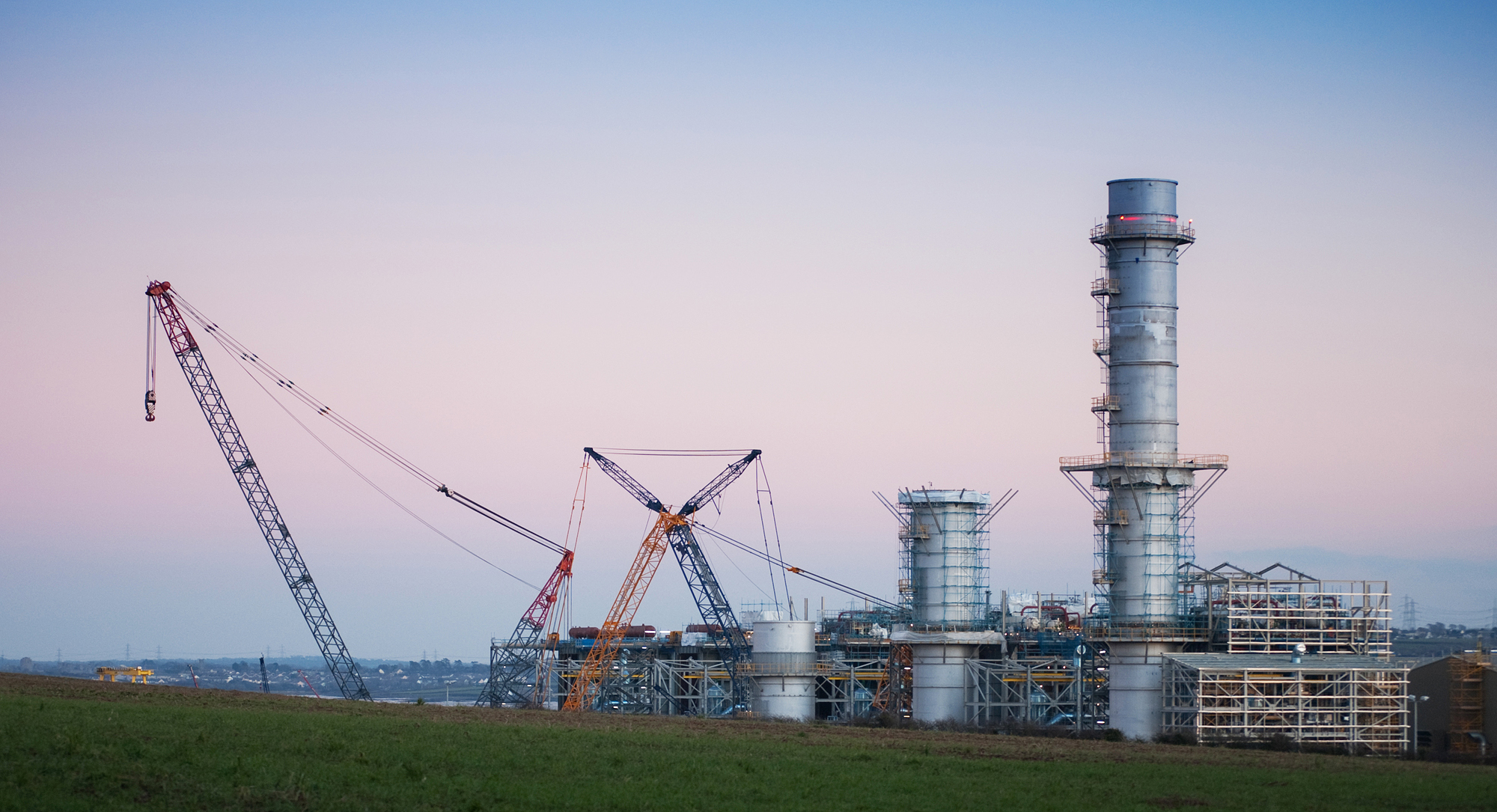
La centrale à cycle combiné gaz de Pembroke (2180 MW) au Pays de Galles, la plus grande du Royaume-Uni, en construction en 2011.

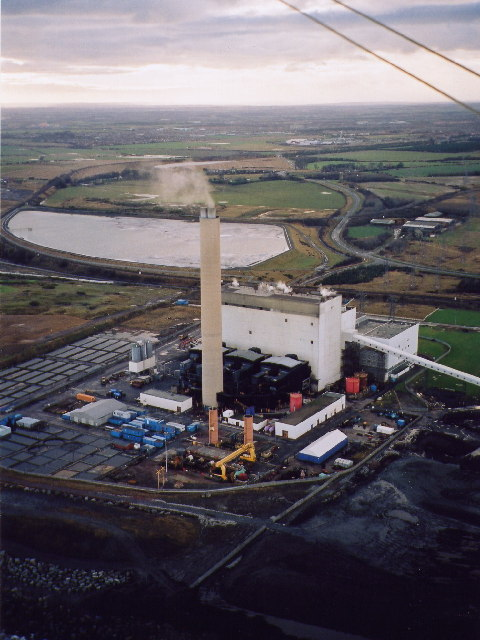
La centrale charbon/biomasse de Lynemouth (420 MW) en 2002.

Les centrales thermiques conventionnelles totalisent fin 2024 une puissance de 36,25 GW, en recul de 40,3 % par rapport à 2000 (60,73 GW) ; les centrales à gaz (34,74 GW) représentent 95,8 % de ce total.
La quasi-totalité des centrales à charbon ou au fioul ont été fermées ou reconverties :
- la centrale de Tilbury B (1 063 MW) est convertie en 2011 en une centrale à biomasse de 750 MW, fermée en 2013 ;
- la centrale charbon/fioul de Kingsnorth A (1 940 MW) et la centrale au fioul de Grain A (1 300 MW) ferment en 2012 ;
- la centrale charbon de Cockenzie (1 152 MW), la centrale charbon/gaz de Didcot A (1 958 MW) et la centrale au fioul de Fawley (1 036 MW) ferment en 2013 ;
- la centrale thermique d'Ironbridge (1 000 MW) est convertie en 2013 en une centrale biomasse de 740 MW, réduite à 370 MW en avril 2014 à la suite d'un incendie ;
- la Centrale électrique de Drax dans le Yorkshire (3 960 MW avant 2013) a été reconvertie à la biomasse : 660 MW en 2013, 660 MW en 2014, 660 MW en 2015, 660 MW en 2018 ; les deux groupes charbon restants (1 320 MW) ferment en 2023 ;
- la centrale charbon de Ferrybridge C (1 960 MW) ferme en partie en 2014, réduisant sa puissance à (980 MW), puis ferme définitivement en 2016 ;
- la centrale de Longannet (2 260 MW) ferme en 2016 ;
- la centrale charbon de Rugeley (448 MW) d'International Power, filiale d'Engie, dans les West Midlands, ferme en 2016[60] ;
- la centrale d'Uskmouth (220 MW) ferme en 2017 ;
- la centrale charbon d'Eggborough (1 960 MW) dans le Yorkshire ferme en 2018 ;
- les centrales d'EDF Energy : centrale de Cottam (2 000 MW) dans les Midlands de l'Est ferme en 2019 et celle de West Burton (2 000 MW) en 2023 ;
- la centrale d'Aberthaw B (1 559 MW) d'RWE Npower au Pays de Galles ferme en 2019 ;
- la centrale thermique de Fiddlers Ferry (1 510 MW) de Scottish and Southern Energy, dans le nord-ouest, ferme en 2020 ;
- la centrale charbon d'EP Kilroot (559 MW) ferme en 2023 ;
- la centrale de Ratcliffe-on-Soar (2 021 MW) d'Uniper, dans les Midlands de l'Est, ferme en 2024.

En 2015, la centrale de Lynemouth (420 MW) a été mise sous cocon ; celle d'Ironbridge a été fermée et la centrale de Drax (3 870 MW) a franchi la deuxième étape de sa conversion à la biomasse : la première étape avait reconverti 645 MW en 2013, la deuxième étape a porté cette puissance à 1 935 MW, soit la moitié de la centrale. En 2016, les centrales charbon de Ferrybridge C (980 MW) et Longannet (2 260 MW) ont été fermées.
Le Royaume-Uni a annoncé le 18 novembre 2015 que la totalité des douze centrales à charbon existantes seront fermées d'ici à 2025 et cela est effectif fin 2024. Trois fermetures sont programmées dès 2016. Londres tente ainsi de tenir ses engagements de réduction des émissions de CO2 de 80 % en 2050 par rapport à 1990. Dans un premier temps cependant, c'est le gaz qui prendra le relais du charbon, ainsi que les énergies renouvelables, puis le nucléaire à partir de la fin des années 2020.
Les centrales à cycle combiné gaz totalisaient fin 2024 une puissance de 34,74 GW. Parmi elles, on peut citer :
- Centrica : 5 centrales, dont celle de South Humber Bank (1 310 MW) dans le Yorkshire ;
- EDF Energy : centrale West Burton CCGT (1 332 MW) dans les Midlands de l'Est, mise en service en 2013 ;
- Uniper Royaume-Uni : 5 centrales, dont celles de Connahs Quay (1 380 MW) au Pays de Galles et de Grain (1 404 MW) dans le Sud-Est ;
- VPI Immingham LLP : la centrale de cogénération au gaz d'Immingham (1 240 MW) dans le Yorkshire ;
- Engie : la centrale de Saltend (1 200 MW) dans le Yorkshire ;
- RWE Npower : 5 centrales, dont celles de Didcot B (1 470 MW) dans le sud-est, de Staythorpe C (1 772 MW) dans les Midlands de l'Est et de Pembroke (2 180 MW) au Pays de Galles ;
- Scottish and Southern : la centrale de Peterhead (1 180 MW) en Écosse.

En 2023, la centrale à cycle combiné gaz Keadby 2 (840 MW) est mise en service.
En 2019, la centrale de Barry (235 MW) a été fermée et celle de Peterborough a vu sa puissance ramenée de 360 MW à 245 MW.
En 2018, la centrale de Deeside (498 MW) et celle de Ballylumford B (540 MW) ont été fermées et celle de Peterborough a été convertie en centrale à cycle ouvert, réduisant sa puissance de 360 MW à 245 MW.
Le facteur de charge des centrales à cycle combiné gaz est passé de 71 % en 2008 à 30,3 % en 2012, puis est resté aux alentours de 30 % jusqu'en 2015 avant de remonter à 48,8 % en 2016, alors que celui des centrales charbon est passé de 40,8 % en 2011 à 57 % en 2012, restant entre 52 et 61 % jusqu'en 2015 avant de reculer à 37,7 % en 2016 ; cette évolution très marquée est due à la forte baisse des prix du charbon causée par le boom du gaz de schiste aux États-Unis ; elle mettait gravement en cause la rentabilité des centrales à gaz, qui ont un rôle essentiel dans la régulation du système électrique du fait de leur souplesse de fonctionnement.
En 2011, la centrale à cycle combiné gaz de Teesside (1 875 MW) a été mise sous cocon ; en 2012, deux autres plus petites (45 MW et 228 MW) ont été fermées, et au 1er semestre 2013 trois ont été mises sous cocon (340 MW, 229 MW et 749 MW). Parmi les centrales conventionnelles, on note la fermeture en 2012 de la centrale charbon/fioul de Kingsnorth A (1 940 MW) et de la centrale fioul de Grain A (1 300 MW), et au 1er semestre 2013 les fermetures des centrales charbon de Cockenzie (1 152 MW), charbon/fioul de Didcot A (1 958 MW) et fioul de Fawley (1 036 MW). Les centrales charbon de Tilbury B (1 063 MW), Ironbridge (940 MW) et Drax (3 870 MW) ont été partiellement convertie à la biomasse.
Le 30 septembre 2024, la dernière centrale produisant de l'électricité à partir de charbon, à Ratcflille-on-Soar, ferme; le Royaume-Uni devenant ainsi le premier pays du Groupe des sept a sortir du charbon.

#### Nucléaire

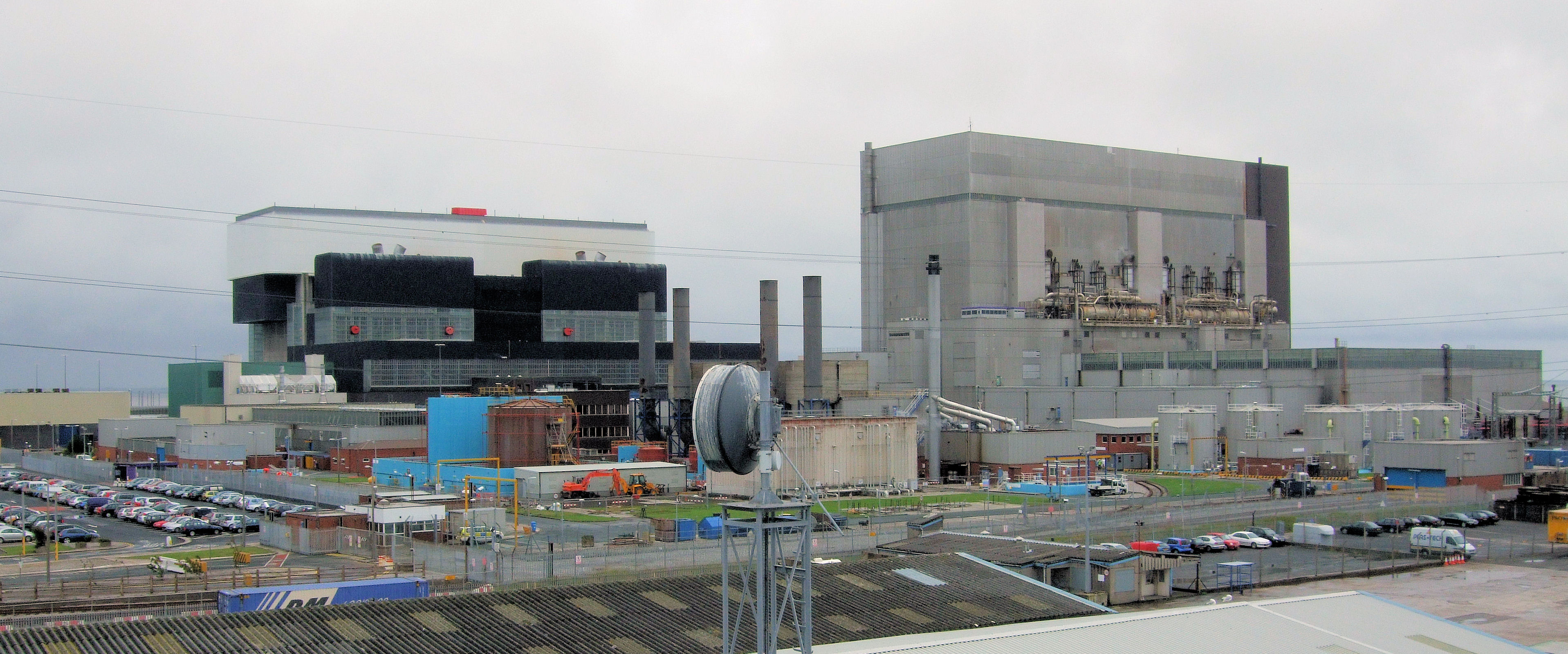
La centrale nucléaire de Heysham en 2009.

Centrale nucléaire de Hinkley Point en 2003.

##### Histoire
Le Royaume-Uni a commencé à développer une capacité nucléaire dès 1956, avec la centrale nucléaire de Calder Hall/Sellafield. Le dernier réacteur construit fut celui de Sizewell B en 1995. En 1997, 26 % de l'électricité du pays était originaire de l'énergie nucléaire, ce chiffre ne sera jamais dépassé. Les deux centrales nucléaires Magnox et quatre des sept réacteurs nucléaires AGR devraient être fermé d'ici 2015. En 2004, l'énergie nucléaire produisait 19,26 % de l'électricité du pays avec 19 réacteurs nucléaires sur 9 sites. La même année British Energy a fait faillite et a été refinancée à hauteur de 3 milliards de £ par l'état, somme qui a été par la suite remboursé. En janvier 2009, British Energy a été achetée pour environ 12 milliards de £ par EDF (80 %) et Centrica (20 %).

##### Puissance et production
La puissance installée du parc nucléaire britannique est de 5 883 MW à la fin 2024, en baisse de 52,9 % par rapport à 2000 (12 486 MW) après la fermeture de sept réacteurs anciens : Oldbury 2 en juin 2011, Oldbury 1 en février 2012 (217 MW chacun), Wylfa 2 en avril 2012 et Wylfa 1 en décembre 2015 (490 MW chacun), Dungeness B (1 090 MW) en 2021, Hunterston B (985 MW) en janvier 2022 et Hinkley Point (965 MW) en août 2022. Du fait de ces fermetures, la production nucléaire brute a reculé de 62,14 TWh en 2010 à 40,59 TWh en 2024, après être remontée à 71,73 TWh en 2016.
EDF Energy a reçu en janvier 2015 le feu vert des autorités britanniques pour prolonger de dix ans la durée de vie des deux réacteurs de Dungeness, dans le Kent, au sud-est de l’Angleterre. Cette centrale, opérationnelle depuis 1983, continuera à produire de l’électricité jusqu’en 2028, soit une durée d’utilisation de quarante-cinq ans. EDF poursuit la même stratégie pour ses huit centrales nucléaires outre-Manche, dont sept fonctionnent, comme Dungeness, avec des réacteurs avancés refroidis au gaz (AGR). La durée de vie moyenne du parc sera ainsi prolongée de neuf ans, permettant d'attendre 2023, date à laquelle EDF prévoit la mise en service des deux réacteurs EPR d’Hinkley Point.
La production d'électricité nucléaire a augmenté de 11 % en 2011, ce qui a contribué à la réduction des émissions de gaz à effet de serre de 7 % par rapport à l'année précédente.
La plupart des déchets radioactifs du Royaume-Uni sont actuellement entreposés à Sellafield.

##### Programme nucléaire
Le Royaume-Uni a établi dans les années 2000 un programme de construction de nouvelles centrales nucléaires, ayant notamment pour objectif de rendre son mix électrique fiable, propre, d'un « coût raisonnable » et aux émissions de CO2 « considérablement réduites ».
En octobre 2010, le gouvernement britannique a donné le feu vert pour la construction de huit nouvelles tranches nucléaires. Par contre, le gouvernement écossais, avec le soutien du Parlement écossais, a déclaré qu'aucune nouvelle centrale nucléaire ne sera construite en Écosse,. En mars 2012, les Allemands E.ON UK et RWE npower annoncent leur décision de se retirer du développement de nouvelles centrales nucléaires, introduisant un doute sur l'avenir du nucléaire au Royaume-Uni.
Le 26 mars 2013, le gouvernement a publié une série de rapports intitulés "Nuclear Industrial Strategy" qui révèle que les projets de l'industrie nucléaire portent sur 16 GWe de nouvelles centrales nucléaires d'ici 2030, soit au moins 12 nouveaux réacteurs nucléaires sur cinq sites. Un Conseil de l'Industrie Nucléaire (Nuclear Industry Council) sera mis en place.
En août 2018, une commission d'experts missionnée par le gouvernement a préconisé dans son rapport un soutien massif aux petits réacteurs modulaires ; elle recommande un effort semblable à celui consenti pour l'éolien offshore dans les années 2010.
En avril 2022, à la suite de l'invasion de l'Ukraine par la Russie, le ministre de l'Industrie et de l'Énergie, Kwasi Kwarteng, annonce une nouvelle stratégie énergétique privilégiant le nucléaire et l'éolien offshore. 6 à 7 nouveaux réacteurs seraient construits au Royaume-Uni à horizon 2050. Ce plan prévoit également d'étendre la durée de vie des centrales existantes et d'investir dans les petits réacteurs nucléaires. L'objectif serait de porter la capacité du parc de 7 à 24 GW, portant la part du nucléaire dans la production électrique de 15 % à 25 %, et de se passer du gaz russe, qui représente 4 % de l'approvisionnement britannique.
En janvier 2023, le gouvernement britannique lance le Nuclear Fuel Fund (NFF) pour soutenir la chaine d'approvisionnement en combustible nucléaire nécessaire pour les 24 GW de réacteurs nucléaires dont il compte d'équiper le pays d'ici 2050. Les catégories de combustibles les plus prioritaires sont celles destinées aux réacteurs à eau légère, l'uranium faiblement enrichi à dosage élevé (High Assay Low Enriched Uranium - HALEU), les combustibles pour réacteurs modulaires avancés et les capacités de production au Royaume-Uni.
Le 11 janvier 2024, le gouvernement britannique publie sa feuille de route en vue de déployer une capacité de production de 24 GW à l'horizon 2050. Il s'engage à construire une nouvelle centrale nucléaire, en plus des deux EPR en construction à Hinkley Point et de ceux de Sizewell, conjointement à des projets de petits réacteurs modulaires, pour lesquels l'appel d'offres est en cours. La prolongation de l'exploitation des réacteurs existants est envisagée.
En février 2025, le Premier ministre Keir Starmer annonce un plan pour accélérer la construction de petits réacteurs modulaires en simplifiant les procédures administratives. Quatre sociétés ont été présélectionnées en septembre 2024 : Rolls-Royce, Holtec, GE Hitachi et Westinghouse Electric, dont deux seront désignés vainqueurs.
Le 10 juin 2025, le gouvernement annonce « un investissement record dans la recherche et le développement » sur la fusion nucléaire de plus de 2,5 milliards de livres sur 5 ans. Il annonce par ailleurs avoir choisi le groupe industriel britannique Rolls-Royce pour fabriquer les premiers petits réacteurs nucléaires du pays.

##### Projets d'EDF Energy
Depuis l'acquisition de British Energy en 2009, EDF Energy, la filiale britannique d'EDF possède et exploite huit des dix tranches nucléaires du Royaume-Uni ; la compagnie britannique Centrica a pris une part de 20 % dans British Energy, la filiale qui exploite ces huit réacteurs. Cette compagnie projette d'agrandir deux de ses sites, Hinkley Point et Sizewell, en construisant, avec Centrica, quatre réacteurs nucléaires de la dernière génération (EPR). Le gouvernement britannique a attesté que Sizewell et Hinkley Point sont des sites adéquats pour de nouveaux réacteurs nucléaires, et le choix de la technologie EPR est en cours d'évaluation par le Office for Nuclear Regulation et l'Environment Agency, qui ont déclaré qu'elle est susceptible d'être acceptée.

###### Hinkley Point C
Le 21 octobre 2013, Londres et EDF Energy ont annoncé la conclusion de leur accord pour la construction de deux réacteurs EPR à Hinkley Point dans le Somerset ; l'investissement total était estimé à 16 milliards de livres (19 milliards d'euros), dont 14 milliards de £ pour les 2 réacteurs et 2 milliards £ engagés avant la mise en service (achats de terrains, autorisations, construction d’une installation de stockage des combustibles usés, formation des futurs personnels d'exploitation, etc) ; la centrale sera construite par un consortium dirigé par EDF (45 à 50 % du capital), avec 30 à 40 % apportés par deux partenaires chinois : CNNC et CGN, et 10 % par Areva ; des discussions ont également lieu pour la participation d'autres investisseurs (fonds souverains, investisseurs financiers) à hauteur de 15 % ; le prix d'achat de l'électricité produite sera garanti pendant 35 ans à 92,5 £/MWh (109 €/MWh), à partir de la mise en service des réacteurs prévue pour 2023 ; l'accord doit être validé par la Commission européenne au titre des aides d’État avant la décision finale d'investissement prévue en juillet 2014 ; le taux de rentabilité du projet sur fonds propres est évalué à 10 %.
EDF estime que le chantier d'Hinkley Point C peut générer 2 milliards de livres d'économies par rapport à Flamanville grâce au retour d'expérience, mais qu'ils seront annulés par des surcoûts liés à l'adaptation du design du réacteur et aux spécificités du site ; le prix d'achat garanti (92,5 £/MWh) est le double du prix actuel du marché de gros ; mais le consortium rétrocédera 3 livres par MWh au titre des économies d'échelle si EDF concrétise son projet de construire deux autres réacteurs à Sizewell ; le consortium bénéficiera aussi d'une garantie de l'État britannique pour financer la construction, ce qui lui permettra de lever de l'argent moins cher sur les marchés de la dette ; le prix de l'électricité garanti sera en outre indexé sur l'inflation, protégé contre « tout changement régulatoire discriminant », et une compensation financière sera prévue en cas de fermeture de la centrale pour des raisons autres que de sûreté ; le coût du démantèlement et de la gestion des déchets est inclus dans le prix négocié, mais il est plafonné : s'il est dépassé, le consommateur paiera la différence.
Le 21 juillet 2015, le ministre britannique des Finances a annoncé son feu vert à la garantie financière de l'État au projet de Hinkley Point, pour un montant initial de 2,7 milliards d'euros.
Le 21 octobre 2015, EDF a finalisé son partenariat avec la société chinoise CGN : les contrats ont été signés par les présidents d'EDF et CGN en présence du premier ministre David Cameron et du président chinois Xi Jinping ; la participation chinoise au capital de la nouvelle centrale nucléaire de Hinkley Point sera de 33,5 %. Le premier ministre a qualifié l'accord d'« historique » : c’est la première fois qu’une centrale nucléaire sera construite au Royaume-Uni depuis 1995 ; il s’agit du plus gros investissement étranger jamais annoncé en Grande-Bretagne ; c’est aussi la première commande de réacteur en Europe depuis la catastrophe de Fukushima en 2011 ; l’accord permet pour la première fois à un industriel chinois de mettre un pied dans le secteur nucléaire en Occident. La construction durera près de dix ans : la mise en service du premier EPR devrait intervenir en 2025, soit deux ans plus tard que ce qui était prévu jusqu’à présent, et le second réacteur suivra six à douze mois plus tard. Le projet coûtera 18 milliards de livres, soit 24,5 milliards d’euros courants, sans tenir compte des coûts de financement. EDF détient 66,5 % du projet et en financera donc les deux tiers, le solde (33,5 %) étant supporté par CGN. EDF financera sa part, soit plus de 16 milliards d’euros, sur ses fonds propres et par emprunt, et prévoit de céder quelque 10 milliards d’euros d’actifs non stratégiques dans cette perspective. Outre Hinkley Point, deux autres accords ont été conclus : à Sizewell, sur la côte est de l’Angleterre, deux réacteurs EPR sont prévus ; EDF prendra 80 % de ce projet et CGN 20 % ; les travaux démarreront en 2018 ou 2019. À Bradwell, à l’est de Londres, CGN prendra 66,5 % des parts et EDF 33,5 %, et cette centrale utilisera la technologie chinoise Hualong, pour la première fois en Occident.
Le conseil d'administration d'EDF a pris la décision d'investissement fin juillet 2016, et le gouvernement britannique a donné le 15 septembre 2016 son accord pour le lancement du chantier des EPR d'Hinkley Point, sous la condition que le gouvernement pourra s'opposer à la perte du contrôle majoritaire du groupe sur le projet pendant sa construction ; après la mise en service, le gouvernement aura aussi un droit de regard sur les cessions de parts.
En septembre 2019, EDF annonce un risque de retard de quinze mois sur le premier réacteur et de neuf mois sur le second et un dérapage de plus de 10 % sur le coût du projet, qui devraient finalement atteindre 21,5 à 22,5 milliards de livres (24,3 à 25,5 milliards d'euros). Le projet devait coûter initialement 16 milliards de livres, mais dès 2016 la facture a été portée à 18 milliards de livres, puis à 19,6 milliards de livres à l'été 2017.
En janvier 2021, un nouveau retard de six mois, lié directement à la crise du Covid-19, est annoncé : la production d'électricité du réacteur C1 est repoussée à juin 2026 ; ce décalage alourdi la facture globale du projet, désormais estimé entre 22 et 23 milliards de livres sterling. Le taux de rentabilité prévisionnel (TRI) pour EDF est désormais réestimé entre 7,1 % et 7,2 %, contre 9 % prévus au départ.

###### Sizewell C
L'accord de partenariat du 21 octobre 2015 entre EDF et la société chinoise CGN prévoit qu'à la centrale nucléaire de Sizewell, sur la côte est de l’Angleterre, deux réacteurs EPR seront construits ; EDF prendra 80 % de ce projet et CGN 20 % ; les travaux devraient démarrer en 2018 ou 2019.
La centrale Sizewell C devrait être mise en service en 2031 selon EDF. En janvier 2018, EDF a ouvert des discussions avec le gouvernement britannique sur les grandes lignes du montage financier de ce chantier Sizewell C ; des investisseurs tiers, tels que des fonds de pension ou des fonds d'infrastructure, pourraient participer au financement. EDF estime que 20 % des coûts de construction supportés pour Hinkley Point C (19,6 milliards de livres) pourraient être évités pour Sizewell C, notamment sur l’ingénierie et la certification, qui n’auront pas à être dupliqués ; les coûts de connexion au réseau devraient aussi être moindres.
Le gouvernement britannique annonce le 14 décembre 2020 l'ouverture de négociations formelles avec EDF sur le financement de deux réacteurs EPR (3,2 GW) à Sizewell pour 20 milliards de livres (21,9 milliards d'euros). Le premier point à négocier est un mode de rémunération capable d'attirer des investisseurs aux côtés du groupe EDF, qui plaide depuis de longs mois pour la mise en œuvre d'un modèle dit de « base d'actifs régulés » (RAB ou « Regulated Asset Base » en anglais). Utilisé pour les infrastructures en monopole, ce mécanisme permettrait à EDF et à ses éventuels partenaires d'être rémunérés avant d'avoir livré la centrale et leur garantirait un partage des risques en cas de dérapage des coûts de construction, dans un premier temps avec les consommateurs britanniques et, au-delà d'un certain seuil, avec l'État britannique. Le deuxième volet des négociations porte sur la constitution du tour de table : EDF n'aurait que 20 % environ du capital ; les tensions entre Londres et Pékin risquent d'amener le chinois CGN, impliqué à ce stade à hauteur de 20 %, à sortir du projet. Le gouvernement britannique souhaite associer des investisseurs comme, par exemple, des fonds de pension ; mais l'État, qui mise sur le nucléaire pour atteindre son objectif de neutralité carbone d'ici à 2050, étudie aussi une prise de participation directe au capital du projet. Pour atteindre l'objectif d'un coût de production de l'électricité inférieur de 30 % à celui d'Hinkley Point, la baisse des coûts de financement sera décisive.
Le 26 octobre 2021, le gouvernement britannique présente un projet de loi facilitant le financement du projet de nouveaux réacteurs EPR, développés par EDF à Sizewell, pour un montant estimé à 20 milliards de livres (23,8 milliards d'euros). Ce nouveau modèle de financement dit de « base d'actifs régulés » permettrait à EDF et à ses éventuels partenaires d'être rémunérés avant d'avoir livré la centrale ; il élargirait le « pool » d'investisseurs privés, parmi lesquels des fonds de pension britanniques, des assureurs, ou d'autres investisseurs institutionnels.
Le 20 juillet 2022, le gouvernement britannique donne officiellement son feu vert au projet de construction de deux nouveaux réacteurs EPR sur le site de Sizewell C. Ce projet est présenté par EDF comme la copie des deux réacteurs EPR d'Hinkley Point C, qu'EDF construit actuellement dans le Somerset, ce qui permettrait, selon EDF, des économies de 20 % sur les coûts de construction. La décision finale d'investissement d'EDF est attendue « courant 2023 ». Le scénario central en négociation entre EDF et le gouvernement prévoit un portage du projet à 20 % par EDF et à 20 % par le gouvernement britannique. Pour le solde, le gouvernement poursuit en parallèle la recherche de co-investisseurs privés avec la banque Barclays. Des investisseurs institutionnels comme Greencoat Capital LLC, l'un des plus gros gestionnaires de fonds d'énergie verte au Royaume-Uni, ont fait part de leur intérêt pour participer au financement d'un tel projet. En mars 2022, le Parlement a adopté une disposition législative permettant d'utiliser un mécanisme dit de « base d'actif régulé » pour financer le projet.
Le 29 novembre 2022, le ministre de l'Économie et de l'Énergie, Grant Shapps, annonce que l'État britannique va investir 700 millions de livres aux côtés d'EDF. L'État et EDF prendront provisoirement 50 % du capital du projet chacun, en attendant l'arrivée de nouveaux investisseurs ; à terme, les deux parties souhaitent détenir chacune 20 % dans la centrale. La décision finale d'investissement est attendue pour fin 2023.
En avril 2024, EDF commande auprès de sa filiale Framatome les deux chaudières nucléaires pour équiper le site de Sizewell, ainsi que la réalisation du contrôle commande, la fourniture du combustible et des services de maintenance, pour un montant de 4 milliards d'euros.
Le 29 août 2024, le ministère d'Ed Miliband chargé de la Sécurité énergétique et de la neutralité carbone, s'est dit prêt à débloquer un nouveau financement de 5,5 milliards de livres (6,5 milliards d'euros) pour le projet de construction de Sizewell C, dont le coût est évalué entre 20 et 30 milliards de livres. La recherche de co-investisseurs se poursuit : une dizaine d'investisseurs auraient été retenus, dont l'énergéticien Centrica, des fonds de pension britanniques et des fonds du Moyen-Orient.
Le 10 juin 2025, le gouvernement britannique promet d'investir 11,5 milliards de livres supplémentaires (presque 14 milliards d'euros) dans le projet Sizewell C, portant son engagement total à 17,8 milliards de livres. La décision finale d'investissement est attendue lors d'un sommet franco-britannique début juillet 2025. EDF ne détenait plus que 16,2 % des parts fin 2024.
Le 22 juillet 2025, le gouvernement britannique annonce sa décision d'investissement finale pour le projet de Sizewell C, dont le coût est désormais estimé à 38 milliards de livres, en livres de 2024 (43,8 milliards d'euros), soit près du double du devis initial de 20 milliards de livres. La mise en service des réacteurs est attendue dans la deuxième moitié des années 2030. La part de l'État dans le capital est de 44,9 % ; le deuxième actionnaire est la Caisse des dépôts et placement du Québec (CDPQ) (20 %), suivi par Centrica (propriétaire de British Gas) à 15 %, EDF à 12,5 % et le fonds britannique Amber Infrastructure (7,6 %, part qui pourra monter jusqu'à 10 %, sous 18 mois), associé à CDPQ. Le National Weath Fund, le fonds souverain britannique, fournira jusqu'à 36,6 milliards de livres de dette. La banque publique française Bpifrance fournira 5 milliards d'euros de garanties aux banques commerciales qui compléteront le financement.

##### Projet Horizon
Le projet Horizon, concernant les sites de Wylfa et Oldbury, a été initié par les Allemands E.On et RWE et repris au début de 2013 par Hitachi-General Electric, qui a engagé des travaux préparatoires pour la certification du réacteur ABWR ; la procédure de certification de l'EPR par l'ONR (autorité de sûreté britannique) avait pris 5 ans et demi ; la décision finale d'investissement est prévue début 2019.
L'Office britannique de régulation nucléaire (ONR) a approuvé mi-décembre 2017 la conception du réacteur bouillant (ABWR) pour la centrale de Wylfa Newydd.
En mai 2018, selon l'agence Kyodo, le gouvernement britannique propose des prêts et d'autres ressources financières à Horizon Nuclear Power (en) (HNP), filiale d'Hitachi, afin de couvrir une bonne partie du coût du projet Wylfa Newydd équivalente à 2,000 milliards de yens (15,3 milliards d'euros).
Le ministre britannique de l'Énergie, Greg Clark, annonce le 4 juin 2018 devant les députés : « Pour ce projet, le gouvernement va étudier la possibilité d'un investissement direct aux côtés d'Hitachi, d'agences gouvernementales japonaises et d'autres partenaires ». Pour la première fois depuis que Margaret Thatcher a libéralisé le secteur de l'énergie, l'État britannique pourrait y revenir en investissant directement dans un projet de centrale nucléaire évalué entre 18 et 23 milliards d'euros pour deux réacteurs à eau bouillante d'une puissance totale de 2,9 GW, alors qu'il avait refusé de le faire pour la centrale nucléaire d'Hinkley Point. Selon le Financial Times, le prix plancher garanti pour l'électricité de Wylfa serait d'environ 77,5 £/kWh, soit 15 £/kWh de moins que pour Hinkley Point.
Hitachi annonce le 17 janvier 2019 le gel de son projet de deux réacteurs à Wylfa, malgré la proposition du gouvernement de prendre une participation d'un tiers au capital du projet, apporter des financements pour assurer la construction des réacteurs et garantir un prix d'achat de l'électricité jusqu'à 75 livres (85 euros) par MWh ; Hitachi juge qu'« il faut plus de temps pour trouver un schéma de financement et un modèle d'exploitation ». Cette annonce intervient juste deux jours après le rejet par le Parlement britannique du projet d’accord européen sur le Brexit, que le premier ministre japonais Shinzō Abe était venu soutenir en personne à Londres le 10 janvier ; plusieurs projets éoliens et hydroliens au Pays de Galles ont également été annulés récemment, en partie à cause des incertitudes liées à la menace du Brexit.
En novembre 2020, le Financial Times révèle qu'un consortium américain, emmené par le groupe d'ingénierie Bechtel, mène des discussions avec le gouvernement britannique pour relancer le projet Wylfa. Le consortium comprend également la compagnie d'électricité américaine Southern Company et Westinghouse, qui fournirait les réacteurs ; il a le soutien de l'administration Trump.
Un autre projet pour Wylfa est dévoilé en janvier 2021 par Shearwater Energy qui propose de construire un complexe hybride composé de 12 petits réacteurs modulaires de la firme américaine Nuscale, d'une puissance totale de 924 MW et d'un parc éolien de 1 000 MW ; la production commencerait en 2027.

##### Projet NuGen
Le projet NuGen a été initié par GDF Suez et Iberdrola pour construire 3,6 GW au nord-ouest de l'Angleterre (West Cumbria). Toshiba a repris les parts d'Iberdrola dans le consortium et en possède désormais 70%. Le réacteur AP1000, de technologie Westinghouse et proposé par Toshiba, avait obtenu une certification provisoire mais incomplète fin 2011,,.
En mars 2016, la décision finale d'investissement est prévue fin 2018 ; mais l'autorité de sûreté nucléaire britannique annonce des retards dans le processus de certification de l'AP1000, qui est désormais prévue au premier trimestre 2017 ; Engie souhaite à terme abaisser sa participation dans NuGen autour de 20 %, et des réflexions sont engagées pour faire entrer au sein du consortium le coréen Kepco, avec lequel Toshiba a déjà des liens, voire des acteurs chinois.
En février 2017, l'annonce des graves difficultés de Westinghouse (qui détient 60 % du projet) dans le nucléaire ainsi que la nouvelle politique d'Engie (40 %), qui envisagerait d'abandonner le nucléaire, avivent les inquiétudes sur le projet NuGen, dont la décision d'investissement était attendue pour 2018. Toshiba, société mère de Westinghouse, a confirmé ne plus souhaiter prendre en charge financièrement la construction de nouveaux projets. Le parti travailliste, les syndicats et les collectivités locales appellent à une intervention de l'État, mais le Trésor est très réticent devant un projet aussi risqué.
Le 4 avril 2017, Engie annonce sa décision de céder sa part de 40 % dans NuGen à Toshiba, en utilisant une clause du pacte d'actionnaires lui permettant de se retirer en cas de défaillance du partenaire, condition réalisée avec la mise en faillite de Westinghouse. Toshiba, désormais actionnaire à 100 %, cherche à céder ses parts ; le coréen Kepco a confirmé le 22 mars être intéressé par une participation.
Toshiba est entré en décembre 2017 en négociations exclusives avec le coréen Kepco pour lui vendre la majeure partie du projet NuGen. Le ministre de l’Énergie Richard Harrington a indiqué en décembre 2017 que la question du prix serait cruciale pour approuver le projet de Moorside ; il espère obtenir de Kepco une baisse de prix de 20 à 30 %.
Toshiba a finalement décidé en novembre 2018 de liquider sa filiale Nugen, Kepco n'ayant pas réussi à trouver un terrain d'entente avec Toshiba ; Kepco avait l'intention de recourir à sa propre technologie, ce qui aurait obligé à reprendre tout le projet depuis le début, notamment sur le plan des autorisations réglementaires.

##### Débats sur le nucléaire
Le consensus est très large au Royaume-Uni sur le recours au nucléaire pour réduire les émissions de gaz à effet de serre ; tous les partis politiques le soutiennent, y compris les libéraux-démocrates qui s'y sont ralliés à l'automne 2013 ; plusieurs associations écologistes « mainstream » ont cessé de s'y opposer ; mais la presse dénonce les hausses des tarifs énergétiques et accuse les grands opérateurs énergétiques de « comportements prédateurs ».

#### Énergies renouvelables
En 2024, le Royaume-Uni a produit 143,7 TWh, soit 50,4 % de son électricité à partir d'énergies renouvelables (EnR) ; cette production a progressé de 449 % depuis 2010.
| Source | 2013   | 2014   | 2015   | 2016   | 2017   | 2018   | 2019   | 2020   | 2021   | 2022   | 2023   | 2024   | part 2024* | Δ 2024 /2013 |
| Hydraulique** | 4,7    | 5,9    | 6,3    | 5,4    | 5,9    | 5,4    | 5,9    | 6,9    | 5,4    | 5,1    | 5,5    | 5,8    | 2,0 %      | +23 %        |
| Éoliennes terrestres | 16,9   | 18,6   | 22,9   | 20,8   | 28,7   | 30,4   | 31,9   | 34,9   | 29,3   | 35,1   | 32,5   | 34,7   | 12,2 %     | +105 %       |
| Éoliennes en mer | 11,5   | 13,4   | 17,4   | 16,4   | 20,9   | 26,5   | 32,0   | 40,7   | 35,6   | 45,1   | 49,6   | 48,5   | 17,0 %     | +323 %       |
| Biomasse solide | 9,5    | 13,7   | 19,2   | 19,4   | 20,6   | 23,8   | 26,0   | 26,5   | 27,6   | 23,4   | 21,6   | 27,2   | 9,6 %      | +188 %       |
| Biomasse liquide | -      | -      | -      | -      | -      | 0,13   | 0,14   | 0,15   | 0,15   | 0,15   | 0,15   | 0,14   | 0,1 %      | ns           |
| Biogaz | 6,7    | 6,9    | 7,3    | 7,8    | 7,9    | 7,7    | 7,6    | 7,5    | 7,6    | 7,5    | 7,4    | 7,4    | 2,6 %      | +12 %        |
| Déchets*** | 1,6    | 1,9    | 2,6    | 2,7    | 3,4    | 3,5    | 3,8    | 4,4    | 4,6    | 4,9    | 5,4    | 5,5    | 1,9 %      | +231 %       |
| Solaire | 2,0    | 4,1    | 7,5    | 10,4   | 11,5   | 12,7   | 12,4   | 12,5   | 12,1   | 14,0   | 14,6   | 14,4   | 5,0 %      | +615 %       |
| Énergies marines | 0,005  | 0,002  | 0,002  | 0      | 0,004  | 0,009  | 0,014  | 0,011  | 0,005  | 0,011  | 0,013  | 0,013  | 0,09 %     | +160 %       |
| Production brute EnR | 53,2   | 64,5   | 83,4   | 83,0   | 98,9   | 110,1  | 119,7  | 133,6  | 122,5  | 135,2  | 136,8  | 143,7  | 50,4 %     | +170 %       |
| Part EnR/prod.élec.* | 14,9 % | 19,1 % | 24,6 % | 24,5 % | 29,2 % | 33,0 % | 36,6 % | 43,1 % | 39,8 % | 41,6 % | 46,5 % | 50,4 % |            |              |
| * part dans la production totale d'électricité. - ** hors pompage-turbinage, qui n'est pas renouvelable. - *** part renouvelable des déchets. |        |        |        |        |        |        |        |        |        |        |        |        |            |              |

L'Écosse a atteint en 2014, avec un an d'avance, son objectif de produire la moitié de ses besoins en électricité à partir des énergies renouvelables : 19 TWh ont été produits, dont 60 % d'éolien, qui a décuplé sa production en dix ans, surtout depuis l'arrivée au pouvoir des nationalistes en 2007 ; le gouvernement écossais s'est fixé l'objectif d'atteindre 100 % en 2020. Lors du premier round d’attribution en février 2015 des « contracts for difference » britanniques, le nouveau mécanisme de soutien aux énergies renouvelables du Royaume-Uni, une majorité des 15 projets éoliens terrestres validés par le gouvernement britannique concernait des déploiements en Écosse, avec des prix de vente prévus autour de 80 £/MWh (111 €/MWh). En 2018, l'Écosse produit 80 % de son électricité à partir de l'éolien et de l'énergie marine.
Le département de l'Énergie et du Changement climatique a soumis en août 2015 à consultation de nouveaux tarifs d’achat pour les installations de moins de 5 MW : il prévoit de les baisser de 12,47 p/kWh à 1,63 p/kWh pour les installations photovoltaïques domestiques, soit une chute de 87 % à partir de janvier 2016 ; les tarifs pour l’éolien et l’hydroélectricité devraient, eux aussi, s’effondrer. En effet, avec des tarifs d’achat initiaux très incitatifs, le photovoltaïque a séduit plus de 730 000 foyers et entreprises (juillet 2015), alors que le Royaume-Uni visait 750 000 installations en 2020 ; le budget des subventions, financé par les consommateurs, explose ; le gouvernement estime que le montant des aides doit rester compris entre 75 et 100 millions de livres entre 2016 et 2018-2019, date à laquelle le soutien prendra fin ; toutefois, si les raccordements sont encore trop nombreux, le ministère pourra supprimer les aides aux nouvelles installations.

##### Hydroélectricité

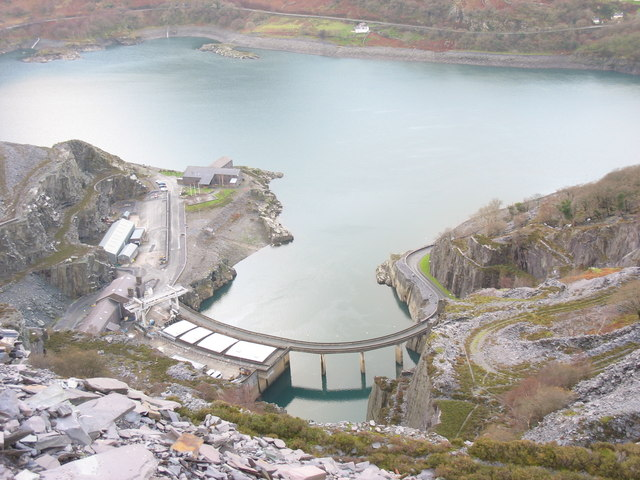
Le bassin de prise d'eau et d'évacuation de la centrale hydroélectrique de Dinorwig.

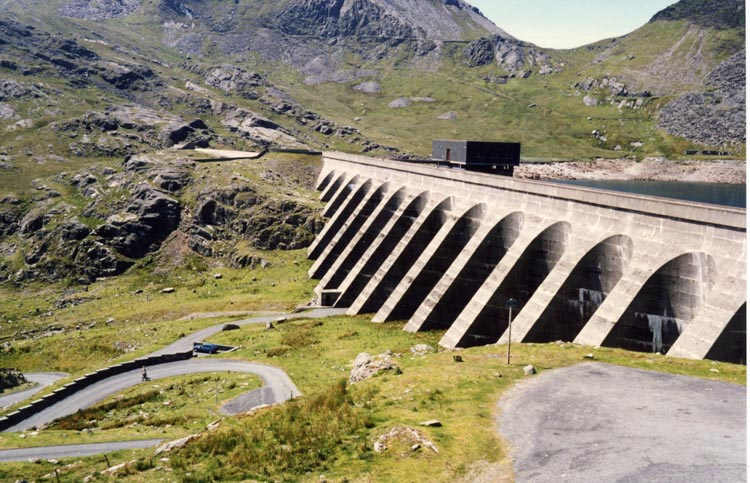
Réservoir supérieur (Llyn Stwlan) de la centrale de Ffestiniog.

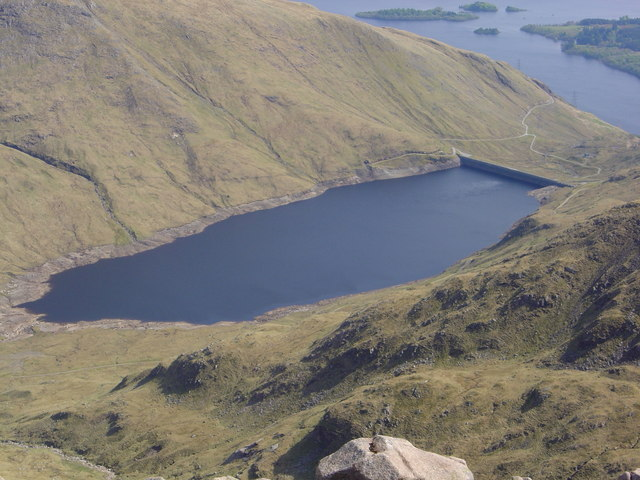
Réservoir supérieur de la centrale de Cruachan, au premier plan ; Loch Awe au second plan.

Les centrales de pompage-turbinage fournissent en moyenne 35 à 40 % de la production hydroélectrique et jouent un rôle particulièrement important dans la régulation du fonctionnement du système électrique :
- la centrale de Dinorwig, dans la région de Gwynedd au Pays de Galles, est l'une des centrales de pompage-turbinage les plus puissantes d'Europe : 1 728 MW. Elle apporte une contribution très précieuse à la régulation de l'ajustement offre-demande d'électricité et à la stabilité du réseau, grâce à sa capacité de passer de 0 à 1 320 MW en 17 secondes[118] ;
- la centrale de Ffestiniog, également dans la région de Gwynedd, première grande centrale de pompage-turbinage mise en service au Royaume-Uni (en 1963), dispose d'une puissance de 360 MW ;
- la centrale de Cruachan, en Écosse, mise en service en 1966, a une puissance de 440 MW ; elle pompe l'eau du Loch Awe vers le réservoir de Cruachan situé 360 mètres plus haut, et la turbine en heure de pointe ;
- la centrale de Foyers, en Écosse, mise en service en 1974, a une puissance de 300 MW.

Les centrales hydroélectriques classiques, qui turbinent les apports naturels, sont de petite taille : les plus puissantes, celles de Sloy et de Glendoe en Écosse, atteignent seulement 153 MW et 100 MW.

##### Biomasse
Le Royaume-Uni a été un précurseur dans l'utilisation de la biomasse comme source d'électricité. La première centrale au monde a été mise en service en juillet 1992 sur le site de Eye.
En 2024, le Royaume-Uni a produit 40,25 TWh d'électricité à partir de biomasse et déchets, soit 14,1 % de sa production d'électricité.
Selon l'Agence internationale de l'énergie, en 2022, la biomasse a fourni 30,7 TWh d'électricité, soit 9,5 % de la production totale d'électricité du pays ; de plus, l'incinération des déchets a fourni 9,7 TWh (3,0 %) ; en 2021, le Royaume-Uni produisait 5,7 % du total mondial (5e rang mondial). La composante solide (23,3 TWh), en vive progression sur la décennie (x43 depuis 2000), dépasse le biogaz (7,4 TWh) depuis 2011 ; l'incinération des déchets municipaux a produit 9,3 TWh et celle des déchets industriels 0,3 TWh.
| Source                 | 2013 | 2014 | 2015 | 2016 | 2017 | 2018 | 2019 | part 2019 | 2019/2013 |
| Biomasse végétale      | 8,8  | 13,1 | 18,6 | 18,8 | 19,9 | 23,1 | 25,3 | 67,7 %    | +186 %    |
| Déchets biodégradables | 1,6  | 1,9  | 2,6  | 2,7  | 3,4  | 3,5  | 3,8  | 10,2 %    | +131 %    |
| Gaz de décharge        | 5,2  | 5,0  | 4,9  | 4,7  | 4,3  | 3,9  | 3,6  | 9,7 %     | -30 %     |
| Digestion anaérobie    | 0,7  | 1,0  | 1,5  | 2,2  | 2,6  | 2,8  | 2,9  | 7,8 %     | +306 %    |
| Gaz d'égout            | 0,8  | 0,8  | 0,9  | 0,9  | 1,0  | 1,0  | 1,0  | 2,8 %     | +37 %     |
| Biomasse animale       | 0,6  | 0,6  | 0,6  | 0,6  | 0,6  | 0,6  | 0,7  | 1,8 %     | +5 %      |
| Total biomasse         | 18,1 | 22,6 | 29,3 | 30,1 | 31,9 | 35,0 | 37,3 | 100 %     | +106 %    |

La conversion de la centrale électrique de Drax à la biomasse est révélatrice des problèmes que pose ce type de projet : en 2018, son approvisionnement nécessite chaque année 13 millions de tonnes de bois soit, à elle seule, 120 % de la production totale de bois du Royaume-Uni. En quelques années, le Royaume-Uni a ainsi massivement augmenté ses importations de bois, notamment en provenance des États-Unis, alimentant une forte destruction des forêts naturelles de la côte Est,.
En mars 2013, 20 centrales à biomasse d'une puissance supérieure à 2 MW étaient en service fournissant 1 090,2 MW, la plus puissante ayant une puissance de 750 MW et 29 autres étaient planifiées d'un puissance totale de 5 299,3 MW.
Afin de mieux encadrer le développement rapide de la filière solide, le gouvernement préparait dès octobre 2012 la mise en place de nouvelles spécifications et bonifications dans le cadre du système des certificats verts (ROCs) ; il souhaitait promouvoir la conversion des centrales charbon en centrales biomasse ou co-combustion, mais les investisseurs étaient retenus par l'incertitude qui planait sur les modalités du système d'achat qui devait remplacer définitivement le système des ROCs après 2017. Le Royaume-Uni cherchait également à combler son retard en matière de traitement des déchets : ainsi, SITA UK, filiale de Suez environnement, construisait une unité d'incinération d'une capacité de 256 000 tonnes de déchets par an, valorisés en 20,5 MWe, à Haverton Hill dans le Stockton-on-Tees, et une des plus importantes unités d'incinération d'Europe a été construite à Runcorn près de Liverpool, traitant 650 000 tonnes de déchets valorisés en 70 MW d'électricité et 51 MWth de chaleur. Sa mise en service a commencé (phase 1) en mars 2014 et la deuxième partie est en test pour mise en service complète courant 2015 ; la capacité de traitement de déchets sera de 850 000 tonnes par an et la chaleur produite est destinée à l'usine chimique voisine INEOS ChlorVinyls.

##### Géothermie
Seul un système géothermique à Southampton est opérationnel au Royaume-Uni. Construit en 1987, ce système atteint une profondeur de 1 800 mètres et une température de 76 °C en fournissant 16 GWh de chaleur.

##### Énergies marines
Plusieurs projets d'exploitation de l'énergie des vagues ont été lancés :
- Islay LIMPET (Land Installed Marine Power Energy Transmitter) est la première centrale houlomotrice connectée au réseau électrique du Royaume-Uni ; construite en 2000, elle est située à Claddach Farm sur le Rhinns d'Islay[128] sur l'île écossaise d'Islay. Islay LIMPET a été développée par Wavegen en coopération avec l'université Queen's de Belfast ; sa puissance nominale est de 500 kW ;
- une centrale houlomotrice de 3 MW en Écosse a été annoncée le 20 février 2007 par le gouvernement écossais, pour un coût de plus de 4 millions de livres sterling, dans le cadre d'un programme de 13 M£ pour les énergies marines en Écosse. La première des 66 machines a été lancée en mai 2010[129] ;
- un projet de recherche nommé Wave hub a été construit sur la côte nord des Cornouailles au sud-ouest de l'Angleterre pour faciliter le développement de l'énergie des vagues. Il assurera une fonction de pivot de connexion, permettant à des séries d'appareils de production d'énergie à partir des vagues de se connecter au réseau électrique. Dans une première phase, il permettra la connexion de 20 MW, avec une extension possible à 40 MW. Quatre fabricants d'appareils ont exprimé leur intérêt[130],[131]. L'énergie captée à Wave Hub suffira à alimenter 7 500 foyers. Le site pourra éviter l'émission de près de 300 000 tonnes de CO2 en 25 ans[132].

D'autres projets visent l'exploitation de l'énergie des marées :
- un système SeaGen générateur à courant de marée de 1,2 MW a été mis en fonctionnement fin 2008 dans le Strangford Lough en Irlande du Nord[133] ;
- le gouvernement écossais a approuvé le projet d'une série de turbines marémotrices de 10 MW près d'Islay, d'un coût de 40 M£, et composé de dix turbines, suffisant pour alimenter 5 000 logements. La première turbine devait entrer en service en 2013[134] ;
- la construction d'une centrale marémotrice de 240 MW à Swansea est prévue pour commencer au printemps 2015. Après achèvement, elle produira 400 GWh par an, assez pour alimenter 121 000 foyers. La mise en service est planifiée pour 2017[135]. Selon l'International Hydropower Association, les négociations contractuelles ont commencé en 2015 et la centrale en projet aurait une puissance de 320 MW, ce qui en ferait la plus grande centrale marémotrice du monde devant celles du lac Sihwa en Corée du Sud (254 MW) et de l'estuaire de la Rance en France (240 MW)[136].

Le projet Meygen au large des côtes de l'Écosse sera le plus grand parc d'hydroliennes du monde avec 398 MW ; des contrats de fourniture d'hydroliennes ont été signés en 2014. Ce parc va être installé entre la pointe nord-est de l’Écosse et la petite île de Stroma, dans un bras de mer traversé par de forts courants, par l’entreprise Meygen, filiale du développeur australien Atlantis, lui-même détenu à 42 % par la banque Morgan Stanley. Meygen va dans un premier temps installer, par 40 m de fond, 4 hydroliennes de 1,5 MW de puissance chacune pour une trentaine de mètres de hauteur ; les fondations devraient être construites en 2015, pour installer en 2016 les 4 hydroliennes, l’une construite par la maison-mère Atlantis et trois autres par le norvégien Andritz Hydro Hammerfest. Meygen ambitionne de déployer ensuite 269 turbines pour une puissance totale de 398 MW d’ici dix ans. Meygen table sur un facteur de charge d'environ 40 %, nettement meilleur que celui des éoliennes. La première phase du financement a été bouclée : 51 millions de livres (65,2 millions €) levés sous toutes les formes - titres, dettes, subventions. Le gouvernement britannique a apporté son soutien au projet en fixant un prix de rachat de 305 livres (390 €) par mégawatt-heure au moins jusqu’en 2019, soit deux fois plus que pour l’éolien en mer. La filière hydrolienne espère pouvoir rivaliser d’ici dix ans avec les coûts actuels de l’éolien offshore, grâce à l'industrialisation de la fabrication et de la pose des hydroliennes.

### Transport et distribution
- (en) Cet article est partiellement ou en totalité issu de l’article de Wikipédia en anglais intitulé « National Grid plc » (voir la liste des auteurs).

Des cartes des principales centrales et du réseau haute-tension du Royaume-Uni sont consultables en pages 8 et 9 du rapport DUKES 2020.
Le système de transport d'électricité, constitué d'environ 25 000 km de lignes Haute tension (≥ 275 kVen Angleterre et au Pays de Galles, ≥ 132 kV en Écosse ), est géré par sept propriétaires de réseau de transport (transmission owners - TOs), disposant d'un monopole régulé :
- National Grid Electricity Transmission Plc (NGET), filiale de National Grid, possède le réseau de transport en Angleterre et au Pays de Galles ; NGET est le seul opérateur de réseau (system operator - SO) ;
- SP Transmission Limited (SPTL), filiale de Scottish and Southern Energy, possède le réseau de transport du sud de l'Écosse ;
- Scottish Hydro Electric Transmission Limited (SHETL), filiale de Scottish Power, possède le réseau de transport du sud de l'Écosse ;
- les quatre autres possèdent des lignes reliant les parcs éoliens offshore à la côte.

National Grid, société cotée au London Stock Exchange, est issu du démantèlement de l'ancien monopole de l'électricité Central Electricity Generating Board en quatre entités : les parts de National Grid furent réparties entre les 12 compagnies régionales d'électricité (RECs) avant leur privatisation en 1990 ; ses actions sont aujourd'hui réparties entre un grand nombre d'actionnaires, le plus grand (BlackRock) détenant un peu plus de 5 % en 2012. National Grid a fusionné en 2002 avec le gestionnaire du réseau de gazoducs et gère donc les deux réseaux. National Grid exploite les réseaux HT d'Angleterre et du Pays de Galles, dont il est propriétaire, ainsi que celui de l'Écosse, qui appartient à Scottish Power et Scottish and Southern Energy. Il co-gère les câbles sous-marins à courant continu vers la France : IFA 2000 (HVDC Cross-Channel) (2 000 MW), avec RTE et vers les Pays-Bas : BritNed (1 000 MW), avec son homologue néerlandais TenneT. Il exploite aussi 14 000 km de lignes HT aux États-Unis.
En mars 2021, National Grid rachète à l'énergéticien américain PPL Corporation, pour 7,8 milliards de livres, Western Power Distribution (WPD), le plus grand distributeur d'électricité au Royaume-Uni, en contrepartie de la cession à PPL de 3,8 milliards de dollars d'actifs dans la distribution électrique aux États-Unis, et annonce la cession prochaine d'une majorité du capital du réseau de gaz britannique, National Grid Gas. Pour National Grid, cette opération vise à donner un coup d'accélérateur à sa transition énergétique et à profiter de la croissance promise dans la distribution d'électricité grâce au raccordement des éoliennes, panneaux solaires et bornes de recharges de voitures électriques.
L'Irlande du Nord est reliée à l'Écosse par le câble sous-marin à courant continu HVDC Moyle (500 MW) depuis 2001.
L'île de Man est approvisionnée par un câble sous-marin qui relie Blackpool en Angleterre à Douglas sur l'île de Man ; c'est actuellement le plus long (115 km) au monde à transporter sous la mer du courant alternatif. Inauguré en octobre 2000, il a une tension de 90 kV et une capacité de transport de 40 MW.
Les réseaux de distribution sont gérés par sept opérateurs de réseau de distribution (DNOs) :
- Electricity North West
- Northern Ireland Electricity
- Northern Powergrid
- Scottish and Southern Energy
- Scottish Power
- UK Power Networks
- Western Power Distribution

En août 2024, l'Ofgem, organisme britannique de régulation de l'énergie, autorise un programme de financement de 3,4 milliards de livres sterling (4 milliards d'euros) pour la construction de la liaison électrique par câble sous-marin « Eastern Green Link 2 » sous la mer du Nord. 500 kilomètres de câbles sous-marins seront déployés entre l'Écosse et le nord de l'Angleterre pour alimenter deux millions de foyers en énergie décarbonée. Sa construction devrait commencer dans le courant de 2024 et le projet devrait être opérationnel en 2029. Un câble similaire, mais plus court, « Eastern Green Link 1 », est également en phase de développement et devrait être opérationnel la même année. 26 autres grands projets de modernisation du réseau électrique seront lancés pour créer un système électrique à zéro émission nette d'ici 2030.

### Importations et exportations

#### Liaisons
Le Royaume-Uni est relié au continent par plusieurs câbles sous-marins :
- IFA 2000 (Interconnexion France Angleterre ou HVDC Cross-channel en anglais), une installation de transport d'électricité en courant continu à très haute tension (THT-CC ou HVDC) reliant les réseaux électriques de la France et du Royaume-Uni sous la Manche. Le poste électrique français, dit « des Mandarins », se trouve à Bonningues-lès-Calais, le poste anglais est à Sellindge. La première liaison HVDC a été construite en 1961 et est une des toutes premières au monde. Elle avait une puissance de 160 MW et une tension de ±100 kV. Une nouvelle liaison décidée en 1981 a été mise en service en 1985-1986. Sa puissance est de 2 000 MW, d'où le nom de IFA 2000, et sa tension de ±270 kV. La partie sous-marine de cette liaison, longue de 46 km, comporte quatre paires de câbles à ±270 kV posées entre Folkestone (Royaume-Uni) et Sangatte (France)[142].
- en:BritNed, liaison de transport d'électricité en courant continu à très haute tension avec les Pays-Bas : 1 000 MW, co-gérée par National Grid et son homologue néerlandais TenneT.
- en:Nemo Link, liaison HVDC de 140 km avec la Belgique : 1 000 MW, mise en service en 2019[143].
- IFA-2 (1 000 MW), deuxième liaison sous-marine HVDC sous la Manche avec la France (Calvados) depuis Portsmouth, est mise en service en janvier 2021[144].
- North Sea Network, liaison de 750 km entre le Royaume-Uni et la Norvège, sa puissance est de 1 400 MW, elle est mise en service en octobre 2021[145].
- Eleclink, liaison de 1 000 MW en courant continu via le tunnel sous la Manche, mise en service en mai 2022[146].
- Fin 2023, une nouvelle interconnexion en courant continu, Viking Link (1 400 MW), est inaugurée avec le Danemark.

En 2014, la Norvège et l'Islande envisageaient chacune l'installation d'une ligne sous-marine pour exporter leur hydroélectricité vers le Royaume-Uni ; celle de l'Islande aurait une longueur de 1 000 km.
Le Royaume-Uni est relié à la république d'Irlande par deux liaisons :
- câble sous-marin « EirGrid » Pays de Galles-République d'Irlande : 500 MW ;
- ligne terrestre Irlande du Nord-République d'Irlande : 540 MW.

L'Écosse est reliée à l'Irlande du Nord par un câble sous-marin de 500 MW ; il s'agit d'une liaison interne au Royaume-Uni.

#### Échanges
Les échanges physiques internationaux d'électricité du Royaume-Uni ont été en 2018, selon ENTSO-E :
- avec la France : import 14 262 GWh, export 388 GWh ;
- avec les Pays-Bas : import 6 757 GWh, export 187 GWh ;
- avec la république d'Irlande : import 1 643 GWh, export 1 614 GWh
- total[n 11] : import 22 662 GWh, export 2 189 GWh, solde importateur : 20 473 GWh.

Les statistiques gouvernementales donnent pour 2024 un solde importateur de 33,4 TWh, en hausse de 40 % par rapport à 2023 ; les importations ont augmenté de 31 % à 43,7 TWh et les exportations de 9 % à 10,3 TWh. Le Royaume-Uni a été importateur net sur toutes les interconnexions, sauf avec l'Irlande. Les soldes nets ont atteint 19,5 TWh avec la France, 9,6 TWh avec la Norvège, 4,2 TWh avec la Belgique et 3,7 TWh avec le Danemark ; avec l'Irlande, le solde exportateur est de 5,1 TWh.
Les échanges franco-britanniques via la liaison IFA 2000 ont été les suivants (échanges contractuels) :
| en TWh                     | 2010 | 2011 | 2012 | 2013 | 2014 | 2015 | 2016 | 2017 | 2018 |
| -------------------------- | ---- | ---- | ---- | ---- | ---- | ---- | ---- | ---- | ---- |
| Importation de France      | 8,5  | 7,7  | 8,4  | 12,3 | 15,9 | 15,9 | 12,7 | 11,8 | 14,7 |
| Exportation vers la France | 5,5  | 2,9  | 1,9  | 1,8  | 0,8  | 1,8  | 2,7  | 3,9  | 1,8  |
| Solde importateur          | 3,0  | 4,8  | 6,5  | 10,5 | 15,1 | 14,1 | 10,0 | 7,9  | 12,9 |

### Bilan électrique
Le bilan électrique est un sous-ensemble du bilan énergétique qui retrace les flux énergétiques depuis l'approvisionnement en électricité jusqu'à la consommation finale :
| Flux en TWh                                                                                   | 2008  | 2009  | 2010  | 2015  | 2016  | 2017  | 2018  | 2018/2008 |
| --------------------------------------------------------------------------------------------- | ----- | ----- | ----- | ----- | ----- | ----- | ----- | --------- |
| Production nationale brute                                                                    | 384,8 | 373,1 | 378,6 | 336,1 | 336,2 | 335,3 | 330,4 | -14 %     |
| +prod.pompage-turbinage                                                                       | 4,1   | 3,7   | 3,2   | 2,7   | 3,0   | 2,9   | 2,5   | -39 %     |
| Importations                                                                                  | 12,3  | 6,6   | 7,1   | 23,0  | 20,0  | 18,2  | 21,3  | +74 %     |
| Exportations                                                                                  | -1,3  | -3,7  | -4,5  | -1,9  | -2,3  | -3,4  | -2,2  | +75 %     |
| Total approvisionnement                                                                       | 399,9 | 379,6 | 384,4 | 360,0 | 356,9 | 352,9 | 352,0 | -12 %     |
| Conso.industrie énergétique*                                                                  | 30,0  | 29,7  | 29,0  | 27,9  | 26,5  | 26,5  | 25,8  | -14 %     |
| dont :                                                                                        |       |       |       |       |       |       |       |           |
| prod. électricité                                                                             | 16,3  | 16,6  | 16,1  | 16,7  | 15,3  | 15,5  | 15,4  | -6 %      |
| conso pompage-turbinage                                                                       | 5,4   | 4,8   | 4,2   | 3,7   | 4,0   | 3,9   | 3,4   | -37 %     |
| raffineries                                                                                   | 4,4   | 4,5   | 5,0   | 4,5   | 4,4   | 4,3   | 4,2   | -4 %      |
| Pertes                                                                                        | 27,8  | 28,0  | 27,0  | 27,3  | 26,1  | 26,5  | 26,7  | -4 %      |
| Consommation finale                                                                           | 341,8 | 321,7 | 328,8 | 303,5 | 304,0 | 299,6 | 299,6 | -12 %     |
| * consommations d'électricité des industries pétrolière, charbonnière, gazière et électrique. |       |       |       |       |       |       |       |           |

### Consommation d'électricité
La consommation britannique d'électricité par habitant était en 2019 de 4 750 kWh, supérieure de 45 % à la moyenne mondiale : 3 265 kWh, mais inférieure de 33 % à celle de la France : 7 043 kWh, de 28 % à celle de l'Allemagne : 6 606 kWh et de 63 % à celle des États-Unis : 12 744 kWh.
| Flux en TWh         | 2008  | 2009  | 2010  | 2015  | 2016  | 2017  | 2018  | % 2018 | 2018/2008 |
| ------------------- | ----- | ----- | ----- | ----- | ----- | ----- | ----- | ------ | --------- |
| Industrie           | 114,2 | 99,7  | 104,5 | 92,9  | 93,3  | 92,3  | 93,0  | 31,0 % | -19 %     |
| Transport           | 3,9   | 4,0   | 4,1   | 4,5   | 4,7   | 4,8   | 5,0   | 1,7 %  | +26 %     |
| Résidentiel         | 119,8 | 118,5 | 118,8 | 107,8 | 108,0 | 105,4 | 105,1 | 35,1 % | -12 %     |
| Administration      | 20,4  | 19,4  | 19,1  | 19,4  | 19,7  | 19,7  | 18,3  | 6,1 %  | -10 %     |
| Commerce            | 79,5  | 76,2  | 78,3  | 74,8  | 74,0  | 73,0  | 74,0  | 24,7 % | -7 %      |
| Agriculture         | 4,0   | 3,8   | 4,0   | 4,1   | 4,3   | 4,3   | 4,3   | 1,4 %  | +6 %      |
| Consommation finale | 341,8 | 321,7 | 328,8 | 303,5 | 304,0 | 299,6 | 299,6 | 100 %  | -12 %     |

L'effet de la crise économique de 2008 est très visible, surtout sur l'industrie ; seul le transport (trains électriques, tramways, trolleybus, etc.) progresse.

### Prix de l'électricité
En 2020, selon l'Agence internationale de l'énergie, le prix moyen de l'électricité pour les ménages atteint 235,35 $/MWh au Royaume-Uni, inférieur de 32 % à celui de l'Allemagne 344,66 $/MWh, mais supérieur de 9,5 % à celui de la France (214,98 $/MWh) et de 78 % à celui des États-Unis 131,96 $/MWh. Le prix moyen de l'électricité pour l'industrie est de 157,19 $/MWh, inférieur de 9 % à celui de l'Allemagne : 173,38 $/MWh, mais supérieur de 26 % à celui de la France (124,63 $/MWh).
Le graphique ci-dessous présente les statistiques de la base de données Eurostat sur les prix hors taxes de l'électricité au 1er semestre 2012 pour les consommateurs domestiques consommant 2500 à 5 000 kWh/an :

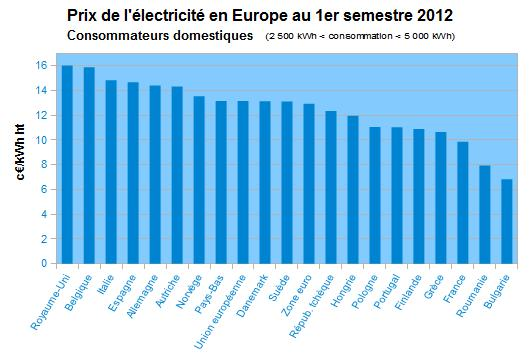
Prix de l'électricité en Europe pour les consommateurs domestiques au 1er semestre 2012.

Ce graphique permet de constater que les consommateurs domestiques (résidentiels) britanniques supportent le prix hors taxes le plus élevé des principaux pays de l'Union européenne : 16,03 c€/kWh, supérieur de 21,6 % à la moyenne de l'Union européenne (13,16 c€/kWh) et de 62,6 % à celui de la France (les consommateurs français bénéficient de prix parmi les plus bas d'Europe : 9,86 c€/kWh hors taxes, inférieurs de 25 % à la moyenne).
Il convient cependant de préciser que les prix hors taxes sont une base de comparaison insuffisante, car les taxes sont très importantes dans certains pays, surtout lorsque certaines de ces taxes sont directement affectées au financement des énergies renouvelables (EEG-Umlage en Allemagne, CSPE en France).
Les taxes modifient considérablement le classement : au 1er semestre 2013, les consommateurs domestiques (résidentiels) britanniques payaient en moyenne 17,41 c€/kWh ttc (UE28 : 20,02 c€/kWh, France : 14,72 c€/kWh, Allemagne : 29,19 c€/kWh) contre 16,58 c€/kWh hors taxes (UE28 : 13,73 c€/kWh, France : 10,07 c€/kWh, Allemagne : 14,93 c€/kWh) ; les taxes augmentaient donc le prix de 5 % seulement (UE28 : 45,8 %, France : 46,2 %, Allemagne : 95,5 %). Ce prix moyen ttc a augmenté de 3,4 % en un an et de 21,5 % en deux ans.

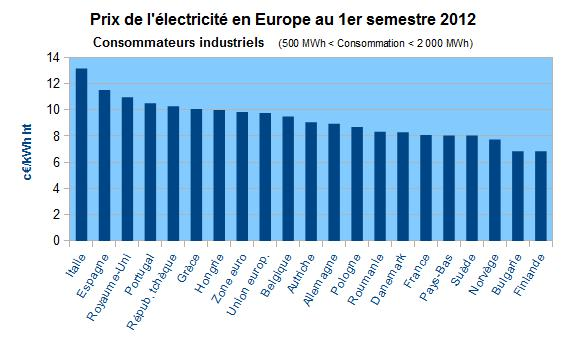
Prix de l'électricité en Europe pour les consommateurs industriels au 1er semestre 2012

Le graphique ci-dessus permet de constater que les consommateurs industriels (500 à 2 000 MWh) britanniques payaient en 2012 (1er semestre) un prix hors taxes (10,97 c€/kWh) supérieur de 12,4 % à la moyenne de l'Union européenne (9,76 c€/kWh) et de 35,6 % à celui de la France : 8,09 c€/kWh ; seuls deux pays (Italie : 13,15 c€/kWh et Espagne : 11,52 c€/kWh) ont des prix encore plus élevés qu'au Royaume-Uni.
Les prix TTC sont là aussi sensiblement différents : au 1er semestre 2013, le prix moyen hors taxe était de 11,39 c€/kWh (UE28 : 9,43 c€/kWh, France : 7,71 c€/kWh, Allemagne : 8,60 c€/kWh) (contre 9,39 c€/kWh en 2011 et 10,97 c€/kWh en 2012) et le prix ttc de 14,0 c€/kWh (UE28 : 14,88 c€/kWh, France : 11,45 c€/kWh, Allemagne : 18,79 c€/kWh) : les taxes augmentent le prix de 22,9 % (UE28 : 57,8 %, France : 48,5 %, Allemagne : 118,5 %).

### Régulation
La réglementation du secteur électrique est constituée des lois introduisant la concurrence dans ce secteur : Electricity Act 1989 -(privatisation des opérateurs historiques et création d'un régulateur) et Utilities Act 2000 (séparation entre fourniture et distribution), ainsi que des Energy Acts 2004 (soutien aux énergies renouvelables, unification du marché de gros, etc), 2008, 2010 et 2011.
Le régulateur pour les marchés du gaz et de l'électricité est le Bureau des Marchés du gaz et de l'électricité, qui attribue les licences pour les différentes activités réglementées, veille au respect de la concurrence dans la fourniture d'électricité et de gaz, contrôle les prix des activités hors concurrence : transport et distribution et gère les évolutions des règles techniques de fonctionnement des marchés.
Le marché de gros a été unifié par l'Energy Act 2004 ; en 2010, environ 91 % des transactions du marché électrique ont été effectuées de gré à gré (over-the-counter - OTC) et 9 % sur les bourses de l'électricité, gérées par APX Group, Nasdaq OMX N2EX et Intercontinental Exchange (ICE).
Le gouvernement britannique projette la création d'un marché de capacité afin d'assurer, contre rémunération, le maintien en réserve tournante de centrales capables de répondre à des pics de demande ; les aides pourraient aller jusqu'à 800 M£ (environ 1 Md €) ; à partir de décembre 2014, les producteurs d'électricité pourront concourir pour participer à ce marché, qui serait lancé pour l'hiver 2018 ; ce sont surtout les centrales au gaz qui sont visées, mais le département de l'Énergie et du Changement climatique a admis que le projet pourrait concerner l'énergie nucléaire, relativement moins chère à produire. Ce projet de réforme suscite une controverse sur sa faisabilité, son coût potentiel et le risque de blocage par Bruxelles.
Le 23 juin 2025, le gouvernement britannique présente sa stratégie industrielle pour les dix prochaines années, cherchant à réduire des coûts énergétiques parmi les plus élevés au monde et qui poussent à la désindustrialisation. Il annonce que des industries comme l'aéronautique, l'automobile et la chimie seront exemptées de certaines taxes environnementales à partir de 2027, leur permettant de bénéficier de jusqu'à 25 % de réduction de leur facture énergétique. Pour quelque 500 entreprises à la consommation énergétique la plus intense dans des secteurs comme l'acier, la chimie et le verre, les exemptions de charges d'entretien du réseau dans le cadre du programme « British Industry Supercharger » sont en outre augmentées de 50 %, passant de 60 % à 90 %. Au total, 2 milliards de livres sur quatre ans seront consacrés à la baisse des coûts énergétiques des entreprises.

### Acteurs du marché
En 2010, les trois principales compagnies produisaient près de la moitié de l'électricité consommée en Grande-Bretagne et sept compagnies avaient une part de marché supérieure à 5 % :
- EDF Energy, filiale d'EDF : 24 % ;
- E.ON : 12 % ;
- Drax, propriétaire de la centrale de Drax : 11 % ;
- RWE nPower, filiale de RWE : 10 % ;
- Scottish and Southern Energy : 9 % ;
- Scottish Power : 8 % ;
- Centrica : 6 % .

Ces compagnies, hors Drax, sont les "Big Six" fournisseurs d'énergie verticalement intégrés qui contrôlent 99 % de la fourniture d'électricité (marché de détail) alors que lors de l'ouverture de la concurrence (1998-2003) ils étaient 15 ; leurs parts en nombre de consommateurs résidentiels étaient en décembre 2010 de :
- British Gas, filiale de Centrica : 25 % ;
- Scottish and Southern Energy : 20 % ;
- E.ON Royaume-Uni : 17 % ;
- RWE nPower, filiale de RWE : 14 % ;
- EDF Energy, filiale d'EDF : 13 % ;
- Scottish Power : 11 %.

Le métier du stockage de l'électricité, qui était jusqu'ici représenté presque uniquement par les propriétaires de centrales de pompage-turbinage, commence à s'élargir : ainsi, l'électricien japonais Tepco a annoncé le 26 juin 2014 sa décision d'entrer sur le marché de la revente d'électricité en Europe, en commençant par la Grande-Bretagne en 2015, puis la France et l'Allemagne ; la société locale, que Tepco va créer avec le japonais NGK Insulators, installera des ensembles de batteries de grande capacité pour stocker les surplus d'électricité produits par les éoliennes ou de nuit par les centrales à charbon ou nucléaires, et les revendre pendant les heures de forte demande.
En 2021, une crise énergétique déclenchée par la forte hausse du prix du gaz consécutive au redémarrage de la demande cause une série de faillites : sept énergéticiens ont déjà fait faillite depuis le début de l'année, et selon le Times, il pourrait ne rester qu'une dizaine de fournisseurs sur la quarantaine que comptait le Royaume-Uni.

## Politique énergétique
Le premier ministre Boris Johnson a détaillé le 18 novembre 2020 la feuille de route qui doit permettre au Royaume-Uni d'atteindre son objectif de neutralité carbone à l'horizon 2050 : ce plan prévoit 12 milliards de livres d'investissement public et au moins trois fois plus d'investissement privé.
- Il avance à 2030 l'interdiction de la vente de nouvelles voitures ou véhicules utilitaires à moteurs thermiques (diesel ou essence). La date initialement fixée à 2040 avait déjà été avancée à 2035 en février 2020. Les hybrides seront interdites en 2035. Des subventions de 582 millions de livres sont prévues pour encourager les consommateurs à acheter des véhicules à basse ou à zéro émission ; 1,3 milliard de livres pour accélérer le déploiement de bornes de rechargement, et près de 500 millions sur 4 ans pour le développement des nouvelles batteries.
- Dans le nucléaire, 525 millions de livres aideront au développement des grandes centrales ainsi que de plus petits sites, grâce aux réacteurs modulaires avancés (AMR).
- La filière hydrogène recevra 500 millions pour tester l'utilisation de l'hydrogène pour le chauffage ménager, et un objectif de capacité de production de 5 GW d'hydrogène à bas carbone d'ici à 2030 est fixé.
- Le plan prévoit aussi d'installer 600 000 pompes à chaleur d'ici à 2028 dans les écoles, les hôpitaux et les maisons.
- 200 millions de livres seront débloquées pour construire deux « clusters » dédiés à la capture du carbone d'ici à 2025[162].

En préparation de la COP26 de Glasgow, Boris Johnson annonce en avril 2021 un nouvel objectif de réduction de 78 % des émissions de CO2 du pays d'ici à 2035 par rapport à leur niveau de 1990, alors que l'objectif fixé précédemment était de 68 % d'ici à 2030, ainsi, le pays fermera sa dernière centrale à charbon d'ici à 2024. Boris Johnson a aussi promis de faire du Royaume-Uni un champion de l'énergie éolienne offshore. Dans sa feuille de route publiée le 19 octobre 2021, le Royaume-Uni indique vouloir décarboner la production d'électricité d'ici à 2035 en multipliant par quatre d'ici à 2030 les capacités de l'éolien offshore, et en accélérant le développement du nucléaire. Le gouvernement s'engage à prendre une décision d'investissement pour un nouvel EPR à Sizewell d'ici à fin 2022 ; de nouveaux réacteurs modulaires sont à l'étude, notamment à Wylfa, au Pays de Galles. Une subvention de 5 000 livres sera accordée aux ménages s'équipant de pompes à chaleur, mais cette aide ne concernera que 90 000 foyers, ce qui paraît très insuffisant pour convertir le parc résidentiel, sachant que les chaudières à gaz devraient être interdites à partir de 2035.
Dans un rapport destiné au Parlement en juin 2023, le Committee on Climate Change (CCC), organisme indépendant chargé de conseiller le gouvernement sur le passage à la neutralité carbone, critique sévèrement le plan de marche suivi par Londres : selon ce rapport, le rythme de la transition énergétique au Royaume-Uni est d'une « lenteur inquiétante ». Les émissions de gaz à effet de serre ont reculé de 46 % par rapport aux niveaux de 1990, mais pour atteindre l'objectif de les réduire de 68 % d'ici 2030, il faudrait quadrupler le rythme récent de réduction annuelle des émissions.
Le 31 juillet 2023, le gouvernement du Premier ministre Rishi Sunak annonce que « des centaines » de nouvelles licences pétrolières et gazières seraient attribuées en mer du Nord britannique, à partir de l'automne 2023, et que deux premiers sites de capture et de stockage de CO2 seront créés en mer du Nord. Selon lui, refuser ces nouvelles licences risquerait « d'affaiblir notre sécurité énergétique et renforcer les dictateurs comme le président Vladimir Poutine ».
Le 20 septembre 2023, Rishi Sunak repousse de 2030 à 2035 l'interdiction de la vente de voitures thermiques, s'alignant ainsi sur l'objectif européen. La sortie progressive des chaudières à gaz et au fuel sera également rééchelonnée. Des assouplissements sont accordés aux propriétaires fonciers qui risquaient de se voir infliger des sanctions s'ils ne réalisaient pas des travaux d'isolation.
Le 6 novembre 2023, le gouvernement britannique annonce un projet de loi prévoyant la reprise de l'attribution annuelle des licences d'exploration en mer du Nord, interrompue depuis 2019. Mais le parti travailliste, en tête dans les sondages, veut maintenir l'interdiction de nouveaux champs pétroliers.
Après avoir annoncé un financement de 5,5 milliards de livres (6,5 milliards d'euros) pour le projet d'EPR d'EDF à Sizewell, le nouveau gouvernement travailliste britannique annonce le 3 septembre 2024 avoir signé des accords facilitant la construction de 131 projets de productions d'énergie renouvelable, éoliens et solaires, d'une puissance totale de 9,6 GW, dont 5 GW d'éolien offshore, 3,3 GWc de solaire et 1 GW d'éolien terrestre. Il a relevé les prix garantis sur 15 ans pour les projets : pour l'éolien offshore, par exemple, le prix est compris entre 54 et 59 livres par MWh (hors inflation), contre 37 livres en 2022.

## Impact environnemental

### Émissions de gaz à effet de serre
En 2023, les émissions de gaz à effet de serre (GHG) liées à l'énergie au Royaume-Uni s'élevaient à 301 Mt d'équivalent CO2, largement inférieures à celles de l'Allemagne (545 Mt), mais supérieures à celles de l'Italie (292 Mt), de la Pologne (282 Mt) et de la France (271 Mt). En 2022, elles étaient de 320 Mt, soit 0,8 % des émissions mondiales, loin derrière la Chine (29,7 %), les États-Unis (13,3 %), l'Inde (7,2 %), la Russie (5,5 %), le Japon (2,6 %), l'Iran (2,3 %) et l'Indonésie (1,9 %) ; l'Union européenne totalisait 6,8 %.
Les émissions de gaz à effet de serre (GES) dues à la combustion au Royaume-Uni s'élevaient en 2023 à 295,5 Mt CO2eq, en baisse de 47 % par rapport à 1990.
|                                                       | 1971  | 1990  | 2023  | var. 2023/1971 | var. 2023/1990 | var.UE27 2023/1990 | part en 2023 |
| Émissions GHG liées à l'énergie                       | 633   | 570   | 301   | -52 %          | -47 %          | -34,5 %            |              |
| Émissions GHG par combustion de combustibles fossiles | 630,3 | 555,7 | 295,5 | -53 %          | -47 %          | -34,1 %            | 100 %        |
| dont charbon                                          | 359,3 | 249,4 | 17,4  | -95 %          | -93 %          | -67,1 %            | 6 %          |
| dont pétrole                                          | 249,3 | 201,4 | 141,4 | -43,3 %        | -29,8 %        | -22,1 %            | 48 %         |
| dont gaz naturel                                      | 21,7  | 104,5 | 128,9 | +494 %         | +23,3 %        | +15,2 %            | 43,6 %       |
| Source : Agence internationale de l'énergie           |       |       |       |                |                |                    |              |

### Émissions deCO2
Les émissions de CO2 dues à la combustion par habitant étaient en 2023 de 4,26 t CO2, légèrement inférieures à la moyenne mondiale : 4,29 t/hab (en 2022), supérieures de 11 % à celles de la France : 3,83 t/hab, mais inférieures de 16 % à la moyenne de l'Union européenne : 5,05 t/hab et de 33 % à celles de l'Allemagne : 6,32 t/hab.
|                                             | 1971  | 1990 | 2023 | var. 2023/1971 | var. 2023/1990 | var.UE27 2023/1990 |
| Émissions CO2/habitant (t CO2)              | 11,11 | 9,60 | 4,26 | -62 %          | -56 %          | -39,0 %            |
| Source : Agence internationale de l'énergie |       |      |      |                |                |                    |

| | Émissions 2022      | part du secteur | Émissions/habitant | Émiss./hab. UE-27 |
| Secteur | Millions tonnes CO2 | %               | tonnes CO2/hab.    | tonnes CO2/hab.   |
| Secteur énergie hors élec.. | 24,8                | 8 %             | 0,34               | 0,37              |
| Industrie et construction | 52,0                | 17 %            | 0,72               | 1,42              |
| Transport | 109,0               | 35 %            | 1,50               | 1,78              |
| dont transport routier | 101,7               | 33 %            | 1,40               | 1,66              |
| Résidentiel | 76,7                | 25 %            | 1,06               | 1,14              |
| Tertiaire | 33,5                | 11 %            | 0,46               | 0,73              |
| Total | 309,4               | 100 %           | 4,26               | 5,61              |
| Source : Agence internationale de l'énergie * après ré-allocation des émissions de la production d'électricité et de chaleur aux secteurs de consommation. |                     |                 |                    |                   |

### Pollution atmosphérique
Un rapport publié en juin 2016 par WWF et trois autres ONG avec le soutien de l'Union européenne évalue à 22 900 décès prématurés les impacts de la pollution atmosphérique causée par les centrales au charbon de l'Union européenne en 2013, un bilan comparable à celui des accidents de la route : 26 000 décès. Les centrales britanniques à elles seules ont causé 2 870 décès prématurés, dont 1 350 décès dans les pays voisins, en particulier en France : 350 décès, en Allemagne : 320 décès, aux Pays-Bas : 160 décès et en Belgique : 100 décès.